# Leonardo da Vinci
Leonardo di ser Piero da Vinci (n. 15 aprilie 1452, Vinci - d. 2 mai 1519, Amboise), cunoscut sub numele de Leonardo da Vinci, a fost un marcant reprezentant al Renașterii din perioada de apogeu a acesteia. Spirit universalist: pictor, sculptor, arhitect, muzician, inginer, inventator, anatomist, geolog, cartograf, botanist și scriitor. Leonardo da Vinci este considerat adesea cel mai de seamă geniu din întreaga istorie a omenirii.
Viziunea lui Leonardo asupra lumii se bizuie pe logică.

### În arta plastică
Ca arhetip al omului Renașterii (renascentist), este unul din inovatorii picturii Renașterii și unul din cei mai mari pictori din istorie. Mona Lisa (numele este de fapt Monna Lisa sau La Gioconda), portretul Lisei Gherardini, soția lui  Francesco del Giocondo, aflat în colecția Muzeului Luvru începând cu 1797, este considerat ca cel mai cunoscut portret realizat vreodată.
Nu mai puțin celebră este fresca intitulată „Cina cea de taină”, din refectoriul mânăstirii dominicane Santa Maria delle Grazie din Milano. „Omul Vitruvian” (numele complet este Le proporzioni del corpo umano secondo Vitruvio), un desen din 1490, însoțit de comentarii asupra operei arhitectului Vitruvius, imagine iconică, este un simbol al Renașterii. Cele câteva lucrări de pictură rămase în urma sa, împreună cu desenele și caietele sale de note științifice constituie o contribuție de o inestimabilă valoare pentru cultura umană, pentru artă și știință, rivalizând doar cu opera altui mare contemporan al său, Michelangelo Buonarotti. 

### Inginer și inventator
Spirit universalist și inventator înnăscut, Leonardo da Vinci a conceput mașini de zburat, un tanc, submarine, o mașină de socotit și multe altele. Unele dintre invențiile sale au putut fi puse în practică în cursul vieții sale, precum o mașină automată de bobinat și o mașină de încercat rezistența la întindere a firelor, au fost puse în aplicare încă de atunci. A făcut de asemenea, mari descoperiri în domeniul anatomiei, ingineriei civile, opticii și hidrodinamicii, pe care, deși nu le-a publicat, au fost aplicate ulterior, influențând în mod categoric progresul științific. Artist orgolios, conștient de talentul său, într-o proverbială rivalitate cu marele său contemporan Michelangelo, se afirmă că ar fi notat în caietele sale, cu un an înaintea morții, în italiană „Io continuerò...- voi dăinui...”. Dar această afirmație, devenită o legendă urbană, nu se regăsește în notele sale. De altfel, singurele notițe păstrate din anul 1518 sunt câteva socoteli domestice, care par să fi fost scrise de către unul dintre ajutoarele sale.

## Viața

### Copilăria, 1452–1466

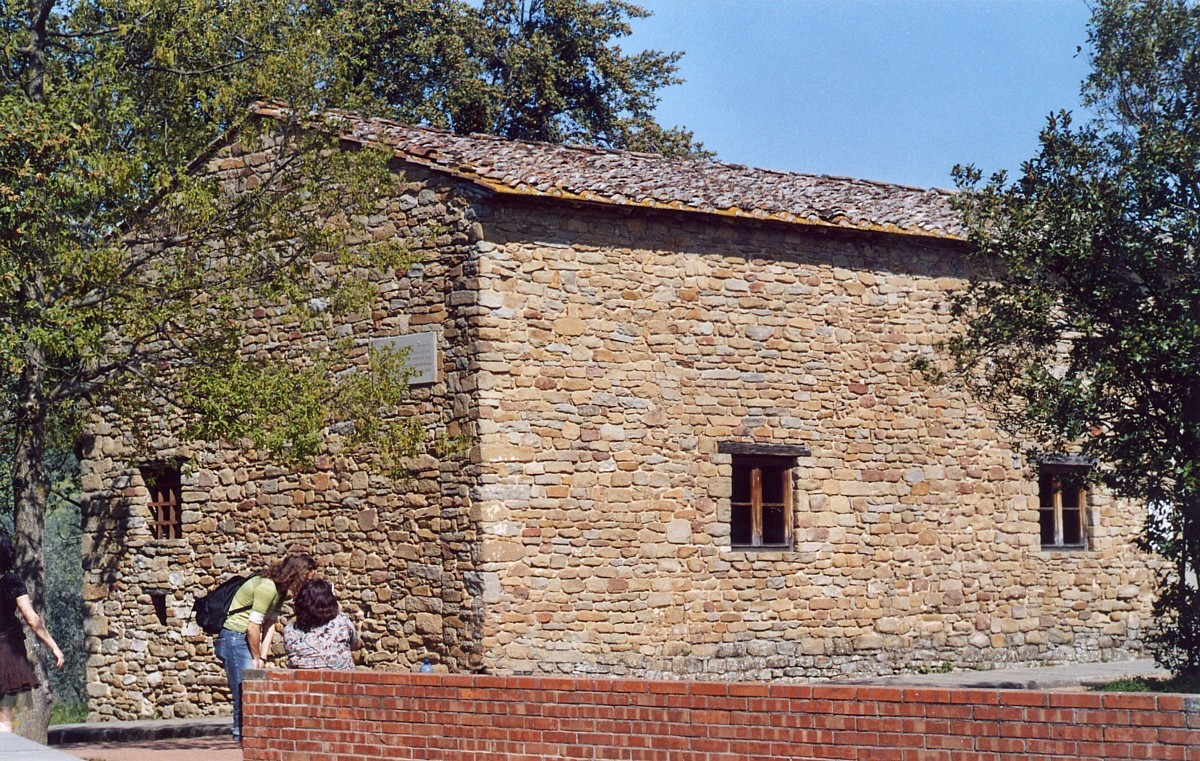
Casa din Anchiano în care a copilărit Leonardo da Vinci, 3km distanță de Vinci, Toscana.

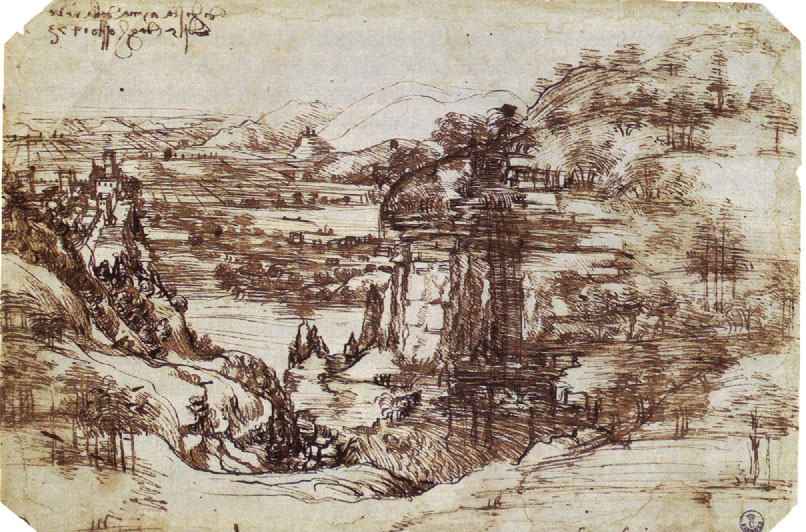
Studiu pentru un peisaj din Toscana, primul desen cunoscut al lui Leonardo, 1473, Galeria Uffizi

Leonardo da Vinci s-a născut pe data de 15 aprilie 1452, „la ora trei noaptea”, nașterea sa fiind consemnată în jurnalul lui Ser Antonio, bunicul patern,, în orășelul Vinci din Toscana, pe valea inferioară a râului Arno, localitate aflată sub jurisdicția Republicii Florentine, condusă de familia Medici, fiul nelegitim al lui messer Piero Fruosino di Antonio da Vinci, un bogat notar florentin, și al Caterinei, țărancă. Cercetătorul italian Francesco Cianchi, după ce a studiat timp de mai mulți ani registrele parohiale din Vinci și din împrejurimi, afirmă că nu a locuit în acea perioadă nicio persoană cu acest nume și că, în realitate, mama lui Leonardo ar fi fost o sclavă arabă creștinată și botezată Caterina, aparținând bogatului Vanni di Niccolo di Ser Vann, unul din clienții lui Piero Fruosino di Antonio da Vinci  Mama sa, după ce a fost eliberată, s-a căsătorit cu un localnic, Acchattabriga di Piero del Vaccha. Tatăl său, la un an de la nașterea lui Leonardo s-a căsătorit cu Albiera, în vârstă de 16 ani, care a murit în 1464, la 28 de ani, fără a avea copii. Ser Piero se va recăsători de încă 3 ori, având câte 6 copii din ultimele două căsătorii. La moartea tatălui său - cel adevărat - au izbucnit certuri între artist și cei 7 frați ai săi, moștenitorii legitimi ai lui messer Piero, cu privire la împărțirea moștenirii. Leonardo nu avea un nume de familie în accepțiunea de azi, „da Vinci” menționând originea „din Vinci”, iar particula „ser” indica faptul că tatăl său era un aristocrat. Se cunosc extrem de puține lucruri despre copilăria sa. Primii cinci ani din viață i-a petrecut alături de mama sa, în cătunul Anchiano, după care începând din 1457 a trăit în casa tatălui său, împreună cu un unchi, Francesco și, bunicii paterni, în micul oraș Vinci. Leonardo a primit o educație normală pentru copiii din familiile înstărite de atunci: scris, citit, latină, geometrie și matematică. Din copilărie, Leonardo menționează în notele sale doar două evenimente. Primul, pe când era în leagăn, când un zmeu de hârtie a coborât spre el, atingându-i buzele cu coada, și al doilea, survenit câțiva ani mai apoi, pe când explora de unul singur împrejurimile casei mamei sale, a descoperit o peșteră, fiind îngrozit că un monstru ar putea să se găsească înăuntru, dar mânat de curiozitate a pătruns totuși în interior. Primii ani din viața artistului au stârnit numeroase controverse printre biografii săi, fiind subiect de legendă. Giorgio Vasari, pictor și biograf al lui Leonardo, povestește cum un țăran din vecinătate și-a confecționat un scut, apoi i-a cerut tânărului da Vinci să picteze ceva pe fața acestuia. Leonardo ar fi pictat un monstru ce scotea foc pe nări, care avea un aspect atât de înfricoșător, încât ser Piero, tatăl băiatului, impresionat de talentul lui Leonardo, ar fi arătat scutul unui negustor de artă florentin, care l-a cumpărat imediat, vânzându-l mai apoi Ducelui de Milano. Pentru a-l răsplăti pe țăran, ser Piero ar fi cumpărat alt scut, decorat cu o inimă străpunsă de o săgeată, pe care l-a dat acestuia. Nu putem ști cât de adevărată este această istorie, cert este însă că un desen al lui Leonardo da Vinci din aceeași perioadă, dovedește un talent și o predispoziție pentru perfecțiunea detaliului ieșite din comun.

### În atelierul lui Verrocchio, 1466- 1476

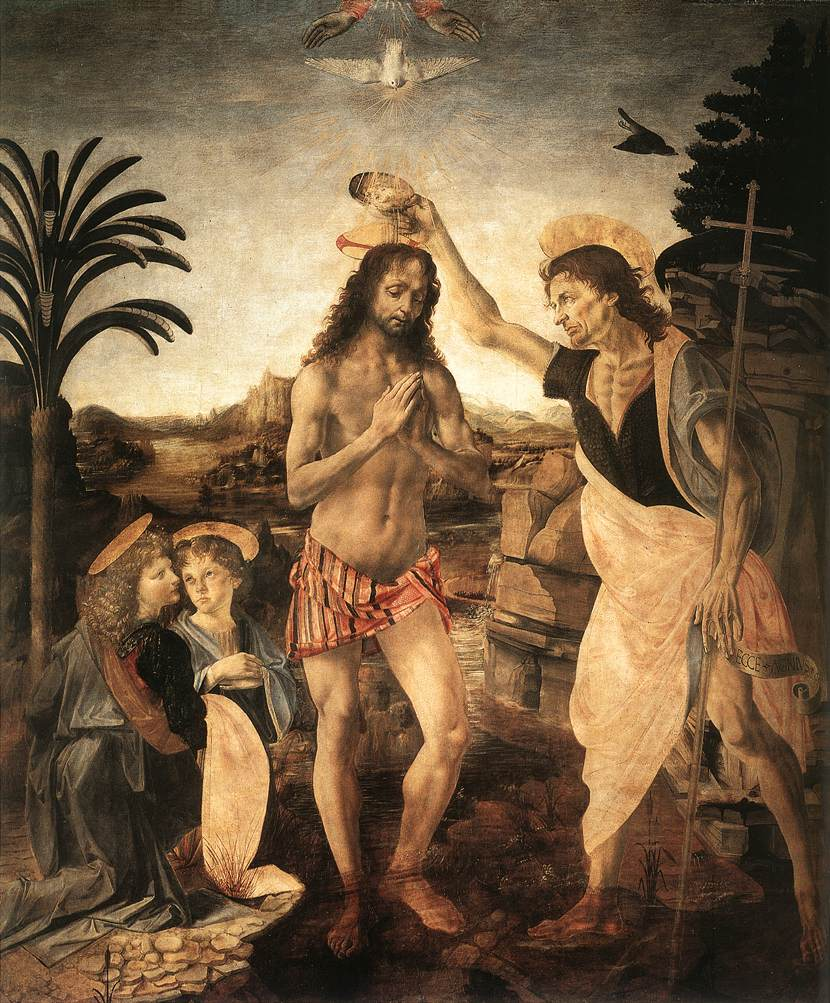
Verrocchio și Leonardo da Vinci: „Botezul lui Cristos” - Galeria Uffizi, Florența

În 1466, pe când avea 14 ani, Leonardo a devenit ucenicul artistului Andrea di Cione, cunoscut sub numele de Verrocchio, al cărui atelier era renumit în Florența. În atelierul lui Verrocchio lucrau și alți ucenici, care vor deveni faimoși, precum Domenico Ghirlandaio, Perugino, Botticelli, Lorenzo di Credi și alții. Au urmat ani de studiu intens, Leonardo da Vinci fiind deprins cu tehnicile desenului, modelării artistice, cu tehnicile picturii în ulei și tempera, căpătând cunoștințele de bază necesare unui artist, fiind totodată inițiat în tainele metalurgiei și prelucrării metalelor, chimiei, mecanicii și tâmplăriei. Cea mai mare parte a muncii din atelier era prestată de ucenici. Conform celor afirmate de Giorgio Vasari, Leonardo da Vinci ar fi colaborat cu Verrocchio la realizarea Botezului lui Cristos, pictând un înger care ridică roba lui Isus într-o manieră mult superioară de cea a maestrului său, încât Verrocchio, umilit, n-ar mai fi pictat niciodată. Tabloul este pictat în tempera și ulei și se găsește la Galeria Uffizi din Florența. Leonardo a pictat îngerul îngenuncheat din stânga, peisajul de fundal și a repictat trupul Mântuitorului. Diferența dintre cele două stiluri este evidentă, relevând stilul original și elegant al lui Leonardo. În aceeași perioadă, se presupune că artistul ar fi servit drept model pentru două lucrări ale lui Verrocchio, statuia de bronz a lui David de la Bargello, și Arhanghelul Rafael în tabloul Tobias și îngerul. În 1472, după șase ani de studiu și muncă susținută, Leonardo da Vinci, la vârsta de 20 de ani, a fost calificat maestru, fiind admis în Ghilda Sf. Luca, ghilda artiștilor și doctorilor. Deși tatăl său i-a oferit posibilitatea de a avea propriul atelier, era atât de atașat de cel ce-i fusese profesor, încât a continuat colaborarea cu acesta.

### Viața profesională, 1476–1513

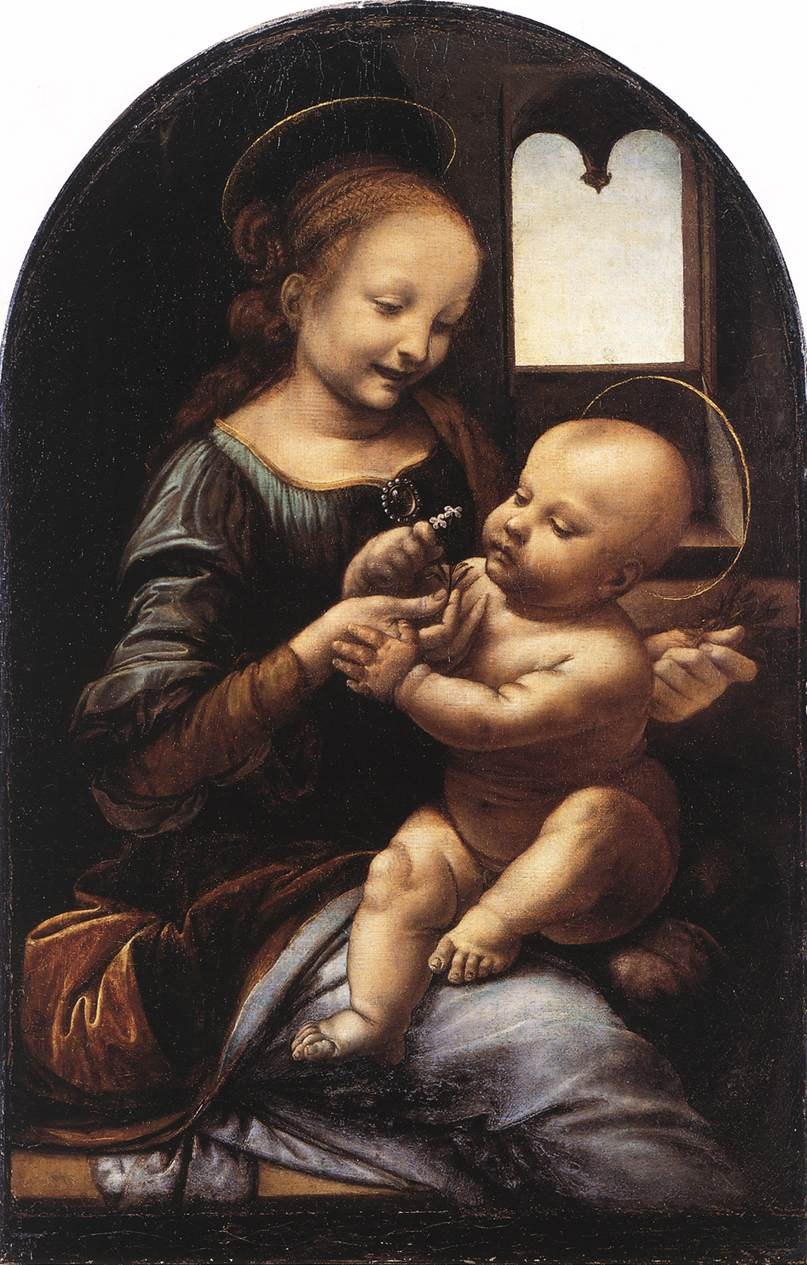
Leonardo da Vinci: Madona Benois, 1478 - Muzeul Ermitaj, Sankt Petersburg

În arhivele din 1476 ale tribunalului din Florența s-a descoperit un denunț anonim, în urma căruia patru tineri, printre care și Leonardo da Vinci, erau acuzați de sodomie. Deoarece denunțul nu era semnat iar acuzațiile n-au putut fi probate, dosarul a fost clasat. (Procesul Saltarelli) În Evul Mediu, pe tot teritoriul actualei Italii, în republicile italiene și pe tot cuprinsul statelor papale, actele de sodomie erau categoric interzise, delictele fiind instrumentate de Inchiziție, iar vinovații fiind pedepsiți prin ardere pe rug. Nu există informații privind viața și activitatea sa în următorii doi ani (până în 1478). Cert este că în 1478 a părăsit atelierul lui Verrocchio, dar și casa părintească. Un anume "Anonimo" Gaddiano, afirmă că în 1480, Leonardo da Vinci locuia în palatul familiei Medici, și că lucra în grădina pieței San Marco, care găzduia un fel de academie de artiști, poeți și filozofi înființată și finanțată de aceeași familie. În ianuarie 1478, a primit deja prima comandă în calitate de artist independent, pictura unei bucăți din altarul Capelei Sf. Bernard din Palazzo Vecchio, urmată de a doua, în martie 1481, Adorația magilor, pentru călugării de la San Donato a Scopeto. Nici una din comenzi nu a fost finalizată, cea de-a doua fiind abandonată datorită plecării artistului la Milano. Vasari povestește că Leonardo ar fi fost extrem de talentat ca muzician. În 1482, acesta ar fi realizat o liră din argint cu corpul de forma unui cap de cal, și că Lorenzo de Medici l-ar fi trimis la Milano, pentru a dărui această liră Ducelui de Milano, Ludovico Sforza, cu scopul de a întări legăturile cu acesta. Cu această ocazie, Leonardo da Vinci a compus o scrisoare, citată adesea, adresată ducelui Sforza, prin care îl informa despre aptitudinile sale inginerești și artistice. Artistul a petrecut în Milano următorii 17 ani, din 1482 până în 1499. Printre primele lucrări importante care i-au fost comandate, se remarcă pictura Fecioara pe stânci, pentru Confreria Imaculatei Concepții și fresca intitulată Cina cea de Taină pentru mânăstirea Santa Maria delle Grazie. În primăvara lui 1485, Leonardo da Vinci a călătorit în Regatul Ungariei, trimis de Sforza la principele Matei Corvin. Se presupune că ar fi pictat pentru acesta un tablou intitulat Sfânta Familie, căruia i s-a pierdut urma. Între 1493 și 1495, în notele de socoteli zilnice ale artistului apare o femeie cu numele de Caterina. Atunci când aceasta a murit în 1495, lista cheltuielilor de înmormântare sugerează că ar fi vorba despre mama sa.

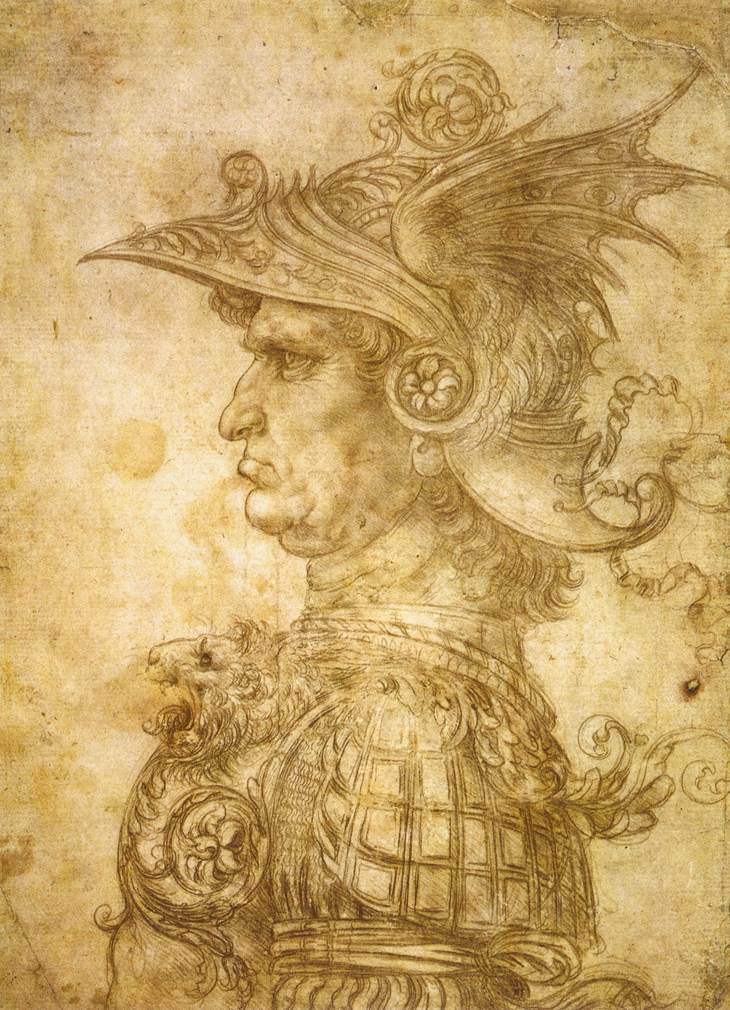
Leonardo da Vinci: Il Condottiere, 1480 - British Museum, Londra

Leonardo da Vinci s-a implicat în multe proiecte pentru ducele Sforza, inclusiv crearea de care alegorice pentru diverse ocazii festive, proiectul domului catedralei din Milano, și modelul unei uriașe statui ecvestre a lui Francesco Sforza, predecesorul ducelui Ludovico. În vederea realizării acestei statui nemaivăzute, au fost procurate 70 de tone de bronz. Monumentul a rămas neterminat timp de mai mulți ani, o chestiune deja obișnuită pentru Leonardo. Modelul de lut al imensei statui a fost terminat în 1492. El depășea ca proporții singurele două mari statui ecvestre ale Renașterii, statuia lui Gattamelata din Padova, realizată de Donatello și statuia lui Bartolomeo Colleoni din Veneția, realizată de Verrocchio. Statuia lui Verrocchio a fost turnată în bronz abia în 1488, după moartea acestuia, și după ce Leonardo începuse deja să facă planurile detailate pentru turnarea în bronz a uriașei sale statui. Toată lumea era cu ochii ațintiți asupra uriașei statui, Michelangelo chiar a afirmat că va fi imposibil pentru Leonardo s-o toarne. În noiembrie 1494, bronzul destinat statuii a fost utilizat pentru confecționarea de tunuri care să apere orașul de invazia regelui Carol al VIII-lea al Franței. La începutul celui de-al doilea război italian, în 1499, trupele invadatoare franceze au luat la țintă modelul uriaș din lut al imensei statui. Odată ce Sforza a fost răsturnat de la putere, Leonardo da Vinci, împreună cu Salai, asistentul său, și cu unul din prieteni, matematicianul Luca Pacioli, au fost nevoiți să fugă din Milano la Veneția, unde a fost angajat ca arhitect militar și inginer, pentru a dezvolta sistemul de apărare al orașului contra unui atac naval. În anul 1500 s-a întors la Florența, unde el și tovarășii săi au fost oaspeții călugărilor de la mânăstirea Santissima Annunziata, care le-au oferit posibilitatea organizării unui atelier de lucru, unde, conform spuselor lui Vasari, Leonardo a creat macheta Fecioarei cu Pruncul și Sf. Ana și Sf. Ioan Botezătorul, o lucrare care a stârnit atâta admirație încât “bărbați și femei, tineri și bătrâni” s-au perindat prin fața ei “ca la o mare sărbătoare”. Atelierul a fost redescoperit în 2005, în timpul restaurării aripii în care funcționase timp de mai mulți ani departamentul de hărți militare. În 1502, Leonardo se află la Cesena, în serviciul lui Cesare Borgia, fiul papei Alexandru VI, în calitate de arhitect militar și inginer, călătorind de-a lungul și de-a latul Italiei împreună cu patronul și protectorul său. În această calitate, Leonardo a creat mai multe hărți și planuri. Hărțile erau ceva extrem de rar în acea epocă, iar cele realizate de Leonardo par a avea o nouă concepție. Printre hărțile realizate atunci, se remarcă cea a văii Chiana, menită să ofere patronului său o imagine de ansamblu asupra teritoriului și pozițiilor fortificate. Harta a fost realizată în strânsă legătură cu alt proiect al său, un baraj înspre mare în Florența pentru a susține alimentarea cu apă a orașului. Artistul a revenit la Florența în 18 octombrie 1503, unde în următorii doi ani a desenat și pictat o frescă intitulată Bătălia de la Anghiari, lucrare comandată de Signorie, în paralel cu altă frescă, Bătălia de la Cascina, realizată de Michelangelo. Amândouă lucrările s-au pierdut. Compoziția lui Michelangelo este cunoscută datorită unei copii realizate de Aristotole da Sangallo în 1542. Lucrarea lui Leonardo este cunoscută datorită schițelor pregătitoare și mai multor copii ale zonei centrale, cea mai bună dintre ele o datorăm pictorului Peter Paul Rubens. În 1504, da Vinci a făcut parte din comitetul pentru amplasarea statuii David a lui Michelangelo, contrar voinței autorului. În 1506, s-a întors la Milano, împreună cu mulți din ucenicii săi, printre care Bernardino Luini, Giovanni Antonio Boltraffio și Marco d'Oggione, ultimul fiind cunoscut pentru copiile sale după Cina cea de Taină. Din păcate, nu a putut sta prea mult timp în Milano, deoarece tatăl său a murit în 1504, el trebuind să se întoarcă la Florența în 1507, pentru a rezolva problema moștenirii împreună cu frații săi. În 1508 s-a întors în Milano, unde a locuit în propria sa casă, situată aproape de Porta Orientale, în parohia Santa Babila.

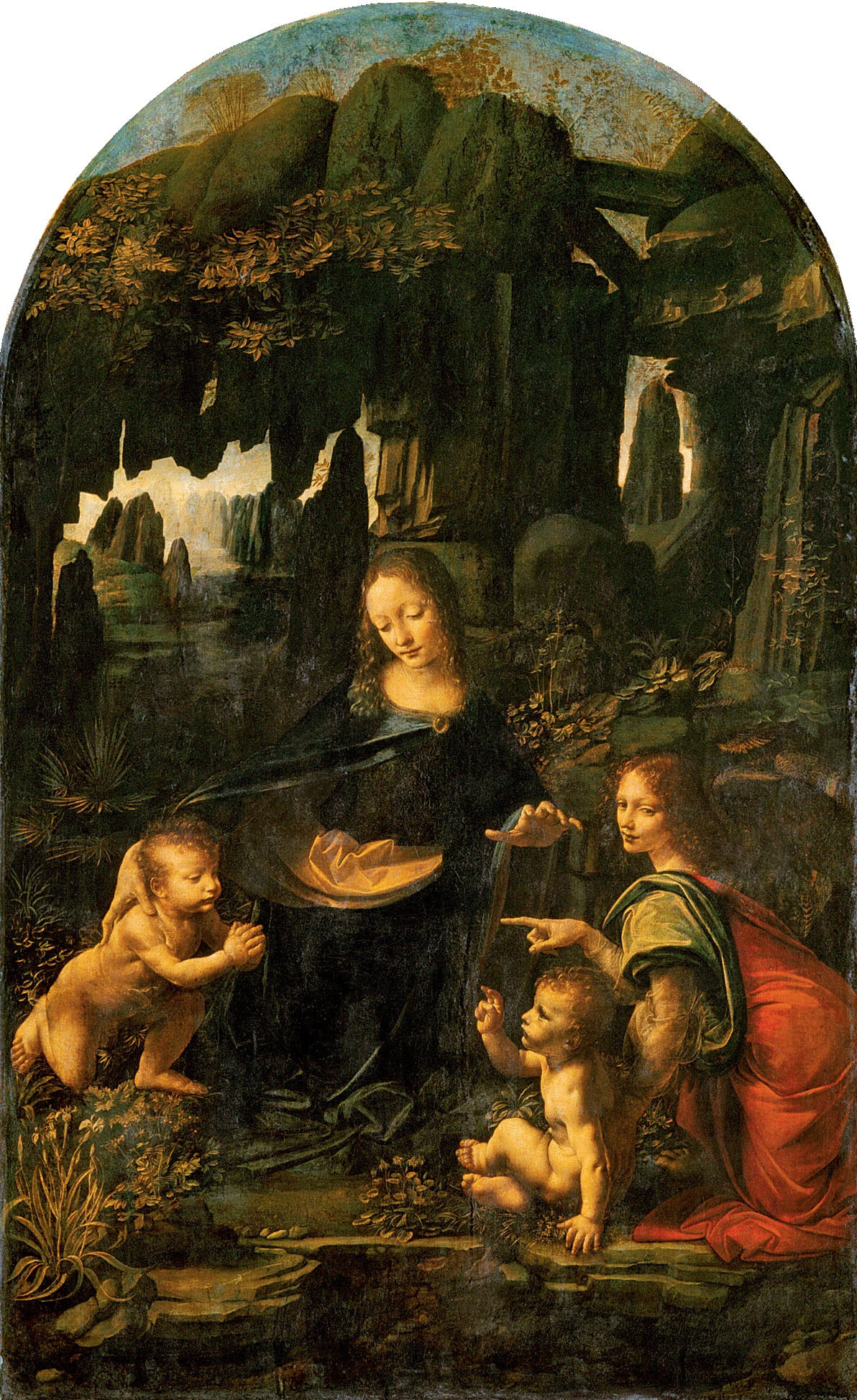
Fecioara între stânci - prima variantă (1483), Muzeul Luvru

### Ultimii ani, 1513–1519
Începând din septembrie 1513, până în 1516, în timpul papei Leon X, Leonardo a petrecut mult timp în Cortile del Belvedere, în Vatican, unde în aceeași perioadă lucra și pictorul Raffaello Sanzio, cunoscut sub numele de Rafael. În octombrie 1515, regele Francisc I al Franței a recapturat orașul Milano. În 19 decembrie, Leonardo a fost prezent la întâlnirea dintre Francisc I și Papa Leon X, care a avut loc la Bologna. Leonardo a primit o comandă din partea lui Francisc I de a realiza un leu mecanic, care putea să meargă, și care putea să-și deschidă pieptul pentru a da la iveală o tufă de crini. Nu se cunoaște scopul pentru care a fost comandat acest leu mecanic, dar se presupune că era destinat să-l întâmpine pe rege la intrarea sa triumfală în Lyon, și probabil că a fost utilizat în cadrul convorbirilor de pace cu papa. Leul s-a pierdut, o replică mai mult sau mai puțin fidelă cu originalul a fost realizată de curând și se găsește la Muzeul din Bologna. În 1516 a intrat în serviciul lui Francisc I, sub înalta protecție a acestuia, fiindu-i dată o locuință în Clos Lucé (Cloux), azi devenită muzeu, lângă reședința regală Château d'Amboise. Aici și-a petrecut ultimii ani din viață, însoțit de ucenicul său, contele Francesco Melzi, având alocată o pensie de 10,000 de scuzi italieni.

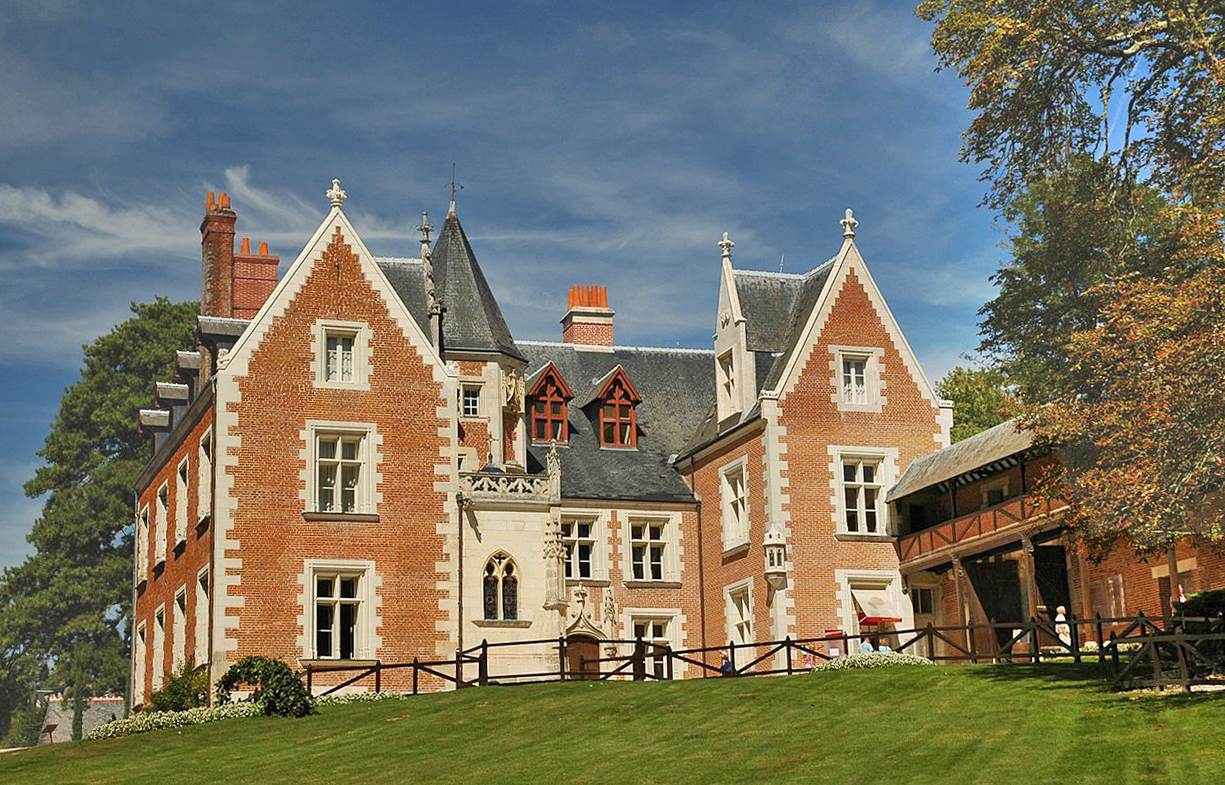
Conacul Clos Lucé, ultimul domiciliu al lui Leonardo da Vinci

Leonardo da Vinci s-a stins din viață la Clos Lucé, la 2 mai 1519. În ultimii ani, regele Francisc I și Leonardo deveniseră prieteni apropiați. Giorgio Vasari povestește că regele l-ar fi ținut de mână până în ultima clipă. Această istorie, foarte dragă francezilor, ilustrată de tabloul lui Jean Auguste Dominique Ingres, pare a fi mai degrabă o legendă, dat fiindcă în aceeași zi, de la Saint-Germain-en-Laye, Francisc I a emis un edict, în consecință nu putea fi la Clos Lucé. Alți cercetători au remarcat că edictul nu era semnat personal de rege. Vasari menționează că în ultimele zile, simțindu-și sfârșitul aproape, Leonardo a chemat un preot pentru a se spovedi și împărtăși. Conform dorinței sale, 60 de cerșetori au însoțit cortegiul funerar. Fiecare din aceștia a fost răsplătit cu o sumă de bani stabilită în prealabil de Leonardo. Principalul moștenitor și executorul testamentar al artistului a fost contele Melzi, care i-a fost alături până în ultima clipă. Lui i-au rămas picturile, desenele, biblioteca, uneltele și alte obiecte personale ale artistului, precum și o sumă de bani. Nu a fost uitat nici Salai, fostul său ucenic și tovarăș, la fel și credinciosul său servitor, Battista di Vilussis, fiecare primind jumătate din via lui Leonardo, frații artistului care și-au împărțit terenuri, și servitoarea sa, care a primit o „pelerină neagră, de bună calitate, cu marginea îmblănită”, ceea ce voia să însemne, că servitoarea sa putea participa la funeralii îmbrăcată „decent”. Leonardo da Vinci a fost înmormântat în Capela Saint-Hubert a (castelului Amboise)

## Viața personală
Se cunosc extrem de puține amănunte privind viața personală a lui Leonardo da Vinci, deși a lăsat în urmă sute de pagini manuscrise. Nu există scrisori, scrieri poetice, jurnal personal sau memorii. Nicăieri în scrierile sale sau în cele ale contemporanilor săi nu apare vreo informație care să indice vreun interes afectiv față de vreo persoană. În consecință, nu se poate stabili cu certitudine dacă a avut vreo relație afectivă și/sau eventual sexuală, cu vreo persoană, bărbat sau femeie. Din contră, cei care l-au cunoscut, vorbesc despre o existență aproape ascetică, dedicată trup și suflet artei și științei. Una din notele sale conține câteva referințe privind sexualitatea și procreația:
- "Actul procreației și tot ce are legătură cu el este atât de dezgustător încât oamenii ar dispărea dacă nu ar interveni ceva fețe drăgălașe sau dispoziții senzuale."[43]

Această frază a fost interpretată în fel și chip, cu scopul de a defini orientarea sexuală a artistului.

### Procesul Saltarelli
Actele din dosarul acestui proces constituie singurul document istoric și singurul cu valabilitate juridică cu referire directă la orientarea sexuală a lui Leonardo da Vinci.
În data de 9 aprilie 1476, în cutia de scrisori (tamburo) din fața primăriei (Palazzo della Signoria) a fost depus un denunț anonim împotriva unui tânăr ucenic giuvaergiu, Jacopo Saltarelli, denunț în care se menționa că acesta ar avea diverse "legături mizerabile cu persoane care i-au solicitat asemenea servicii nasănătoase". Denunțul acuză patru persoane de a-l fi sodomizat pe Saltarelli, respectiv: Leonardo da Vinci, ucenic în atelierul pictorului  Verrocchio, un croitor pe nume Baccino, un anume Bartolomeo di Pasquino, și Leonardo Tornabuoni, membru al familiei aristocratice cu același nume din Florența, asociată cu familia Medici. Saltarelli era cunoscut autorităților, deoarece se prostitua, iar cu cîteva luni în urmă, un alt bărbat fusese condamnat pentru sodomizarea acestuia. Unele surse afirmă că ar fi lucrat și ca model pentru Leonardo. Judecătorii au decis să claseze cazul, cu condiția să nu mai apară alte denunțuri. În 7 iunie 1476, un alt denunț a fost depus, dar din nou judecătorii au decis să claseze cazul, dat fiindcă denunțul, chiar dacă era anonim, trebuia să fie semnat. Ulterior, s-a speculat faptul că familia unuia din acuzați, Leonardo Tornabuoni, ar fi exercitat presiuni prin intermediul familiei Medici pentru clasarea cazului. Cert este că în acea perioadă, sodomia era considerată un delict extrem de grav, pedepsit cu moartea prin ardere pe rug. Deoarece era extrem de greu de probat, adesea se recurgea la tortură. Nu era o chestiune cu care să se glumească, deși autoritățile erau relativ tolerante. Prin sodomie se înțelegea orice practică sexuală în afară de contactul sexual normal vaginal dintre bărbat și femeie, conform definiției date de Toma d'Aquino. Acuzația de sodomie era extrem de frecventă în epocă, atât în rândul aristocrației, fiind folosită pentru eliminarea rivalilor politici, cât și la nivelul claselor de jos, cel mai adesea în scopuri mercantile, dat fiindcă condamnatului i se confisca averea, o parte revenindu-i denunțătorului.
Un cercetător contemporan, Michael Rocke, a investigat cu mijloace moderne arhiva Oficialilor Nopții (Ufficiali di notte), o instituție represivă, menită să instrumenteze cazurile de sodomie în Florența, stabilind că timp de 70 de ani, între 1432 și 1502, timp în care această instituție a fost activă, au fost investigate cca. 16 000 de cazuri de sodomie, 3000 de persoane fiind condamnate. Pare extrem de mult pentru un oraș cu cca. 40 000 de locuitori. Totuși, în 70 de ani, ar însemna cca. 42 de condamnări anual, adică aproape 1 la mie din populația orașului. În consecință, sodomia nu era deci chiar așa de răspândită pe cât afirmă Michael Rocke în cartea sa. Pe de altă parte, sodomia nu însemna neapărat relații homosexuale, ci includea o paletă extrem de largă de practici sexuale, de la masturbare și până la sex anal heterosexual. Chiar și felația, practicată curent de prostituate, era considerată sodomie. Autoritățile erau alarmate de scăderea numărului de căsătorii, puse pe seama extinderii practicilor sexuale „necurate”, astfel încât au decis să crească numărul de bordeluri și să asigure o dotă pentru tinerele sărace, concomitent cu sporirea represiunii, care nu era nici pe departe atât de cruntă pe cât era bunăoară în țările de la nord de Alpi, unde execuția publică prin ardere pe rug pentru sodomie era relativ frecventă, sau în comparație cu Anglia, unde în 27 noiembrie 1835 au fost spânzurați James Pratt și John Smith, ultima condamnare la pedeapsa capitală pentru sodomie din Marea Britanie. Cu toate că dosarul cazului de sodomie în care era implicat și Leonardo da Vinci a fost clasat, eticheta de "desfrânați" aplicată de opinia publică celor patru acuzați a persistat multă vreme. Privind retrospectiv, toată această afacere pare să fi fost un atac politic la adresa familiei de Medici, Leonardo fiind doar o victimă colaterală. O altă certitudine este faptul că nici unul din contemporanii săi, și nici biograful său, Giorgio Vasari (1511-1574), nu pomenesc nimic despre așa-zisa sa homosexualitate.

### Ipoteza lui Sigmund Freud

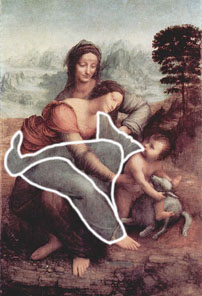
"Vulturul" identificat de Sigmund Freud în tabloul "Sf. Ana, Fecioara și Pruncul"

Pornind de la o notă scrisă de Leonardo da Vinci, Sigmund Freud a scris în 1910 un eseu intitulat Leonardo da Vinci și memoria copilăriei (titlu original : Eine Kindheitserinnerung des Leonardo da Vinci, 1910), practic, un studiu psihanalitic cu tentă literară asupra lui Leonardo da Vinci și operei sale.  Sigmund Freud a pornit de la o notă a lui Leonardo din Codex Atlanticus, în care acesta își amintește:
"... printre primele amintiri din copilărie, mi se pare că eram așezat în leagăn și un vultur (în italiană nibbio) a venit la mine, mi-a deschis gura cu coada, și m-a lovit cu ea de mai multe ori peste buze..."
Pornind de la această notă, Freud a interpretat acest eveniment drept o fantezie, fantasmă a artistului, privind un contact sexual oral. Conform teoriei sale, vulturul ar fi mama artistului, dat fiindcă în scrierea antică egipteană, hieroglifa "mamă" este simbolizată printr-un vultur. (zeița Mut) Sigmund Freud a dezvoltat această teorie pornind de la o idee mai veche a sa, privind relația dintre mamă și pruncul alăptat, similară cu o felație. Pornind de aici, Freud a analizat tabloul lui Leonardo de la Muzeul Luvru, Sf. Ana, Fecioara și Pruncul (1510-1513), făcând observația că vestmintele Sfintei Fecioare seamănă cu un vultur. De aici, a dedus că toate acestea denotă fantezii de "homosexual pasiv" ale artistului.
Imediat după publicarea eseului, mai mulți specialiști italieni au acuzat o eroare de traducere în ediția în limba germană, cartea Mariei Herzfeld,  Leonardo da Vinci, der Denker, Forscher und Poet, utilizată ca referință de către Freud, respectiv traducerea cuvântului nibbio prin vultur, care de fapt, în context s-ar traduce prin zmeu (de hârtie). Cu toate acestea, cuvântul nibbio în italiană înseamnă și gaie (pasăre de pradă înrudită cu vulturul, lat. Milvus milvus, fam. Accipitridae), astfel încât adepții lui Freud au refăcut imediat teoria privind pretinsa homosexualitate "pasivă" a lui Leonardo da Vinci.
Cei mai mulți specialiști în  opera lui Leonardo da Vinci, oameni care și-au dedicat întreaga viață studierii operei acestuia, susțin totuși că visul său "profetic" este inspirat de Divina Comedie a lui Dante Alighieri, fiind de fapt o metaforă extrem de răspândită în scrierile epocii, și că toate teoriile lui Freud, ca și ale epigonilor acestuia sunt simple fabulații. De altfel, însuși Freud, aflând despre eroarea de traducere, avea să-i mărturisească cu amărăciune lui Lou Andreas-Salomé în 1919 că era una din cele mai bune scrieri ale sale. Freud se înșela însă, pentru că homosexualitatea în Florența familiei de Medici avea aceleași trăsături caracteristice cu pederastia din Grecia antică, Leonardo, în calitate de maestru nu putea fi în nici un caz homosexual pasiv, rolul acesta era rezervat ucenicilor care-și completau veniturile, prostituându-se, precum Jacopo Saltarelli. Apoi Freud nu a înțeles sau s-a făcut că nu înțelege rolul mamei lui da Vinci, o simplă țărancă pe post de dădacă până la cinci ani, după care a trebuit să-și încredințeze fiul tatălui, Messer Piero Fruosino di Antonio da Vinci, notar oficial al Florenței. O simplă țărancă pe post de purtătoare de sarcină și apoi de dădacă, nu avea cum să bântuie visele erotice ale artistului.

### Teorii contemporane

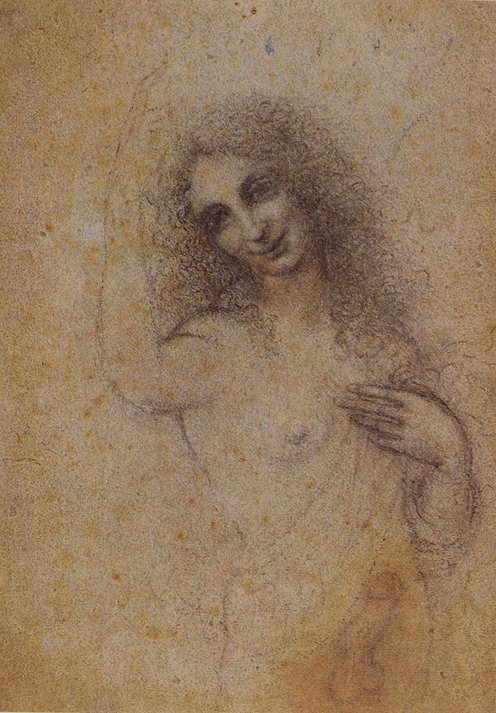
Angelo Incarnato - desenul unui înger cu penisul în erecție - una din "dovezile indubitabile" a pretinsei homosexualități a artistului.

Având ca punct de plecare procesul de sodomie din 1476 și eseul lui Sigmund Freud, mai mulți cercetători contemporani au disecat scrierile și opera artistică a lui Leonardo da Vinci, căutând să descopere "dovezi" ale pretinsei homosexualități a acestuia. Principalele argumente invocate de către aceștia sunt:
- Leonardo da Vinci a avut doi ucenici, Gian Giacomo Caprotti da Oreno și Contele Francesco Melzi, care au stat alături de marele artist până la moartea acestuia, amândoi "tineri" și "frumoși".
- Schița pentru tabloul Sf. Ioan Botezătorul, intitulată The Incarnate Angel, desen în cărbune din 1515 aflat în colecția Muzeului Luvru, reprezentând un înger cu penisul în erecție.

- Personajul din dreapta lui Isus, în Cina cea de Taină, are sexul nedefinit.

- Leonardo da Vinci nu a fost niciodată însurat.

- Leonardo da Vinci a evitat să picteze nuduri de femei, în schimb a pictat numeroși tineri cu chip angelic.

Elizabeth Abbott, în lucrarea History of Celibacy afirmă că deși este "foarte probabil" ca Leonardo da Vinci să fi fost homosexual, traumatizat de procesul de sodomie din 1476, artistul ar fi optat pentru castitate pentru tot restul vieții. Alți autori afirmă fără echivoc despre Leonardo da Vinci că ar fi fost homosexual și chiar pedofil sadea, începând cu autorul cu mare succes la public Dan Brown, care în romanul Codul lui da Vinci afirmă că artistul ar fi fost un homosexual înflăcărat (flamboyant). Michael White, în cartea Leonardo: The First Scientist, afirmă că "there is little doubt that Leonardo remained a practising homosexual", indicând chiar și două nume de "parteneri sexuali" ai artistului, respectiv un anume Fioravante di Domenico și un tânăr șoimar, Bernardo di Simone, bazându-se pe interpretarea proprie a unor note personale  ale lui Leonardo..

## Discipoli și ucenici
Gian Giacomo Caprotti da Oreno, supranumit Salai sau Il Salaino(micul nespălat, sau drăcușorul), a ajuns în preajma lui Leonardo în 1490. După numai un an, Leonardo a făcut o listă cu toate “potlogăriile” acestuia, numindu-l “hoț, mincinos, încăpățânat și avid de bani”, după ce fusese prins de cel puțin cinci ori că șterpelise bani și alte obiecte de valoare, pentru a cheltui o avere pe haine. Cu toate acestea, Leonardo l-a tratat cu îngăduință, acesta rămânând în slujba artistului aproape 30 de ani. Salai a realizat un număr de tablouri sub nume propriu (Andrea Salai), dar deși Vasari afirmă că Leonardo l-ar fi învățat totul despre pictură, lucrările sale nu se ridică totuși la nivelul altor ucenici ai pictorului, precum Marco d'Oggione și Boltraffio. În 1515 a pictat o versiune nud a Monei Lisa, cunoscută drept Monna Vanna. În 1525, anul morții sale, Salai era proprietarul celebrului tablou Mona Lisa, evaluat la cererea sa cu 505 lire, o valoare extraordinară în acea vreme pentru un portret de mici dimensiuni. În 1506, Leonardo a mai luat un ucenic, Contele Francesco Melzi, fiul unui aristocrat din Lombardia, care va fi considerat ucenicul său preferat. L-a urmat pe Leonardo da Vinci în Franța, rămânând alături de el până la moartea acestuia. Melzi a moștenit lucrările artistice și științifice ale maestrului, manuscrisele și colecțiile sale, cărțile și obiectele personale, fiind și executorul testamentar al artistului.

## Opera artistică

### Pictura
În ciuda renumelui pe care și l-a câștigat, cu precădere în sec.20, în calitate de om de știință și inventator, timp de patru secole după moartea sa, Leonardo da Vinci a rămas în conștiința colectivă drept unul din cei mai mari pictori, deși numărul lucrărilor rămase în urma sa este extrem de redus, în raport cu alți contemporani de-ai săi. Lucrările sale certe, ca și cele atribuite lui au o valoare inestimabilă, iar ultimele care s-au vândut, au atins prețuri fabuloase. Încă din timpul vieții, pe la 1490, Leonardo era descris ca un pictor “divin”, faima sa sporind cu trecerea anilor. Leonardo rămâne în istoria picturii prin câteva lucrări care au fost remarcate încă din timpul vieții sale datorită tehnicii inovatoare, perfecțiunea detaliilor, a celor anatomice în primul rând, apoi se remarcă iluminarea savantă, interesul său pentru fizionomie și pentru modul în care aceasta poate exprima emoții și sentimente, modul în care a utilizat corpul uman pentru compoziții figurative, coloristica inovatoare și subtilitatea gradată a tonurilor. Toate aceste calități pot fi recunoscute cu ușurință în lucrările sale cele mai cunoscute: Monna Lisa, Cina cea de Taină, Fecioara pe stânci.

### Lucrări din tinerețe

Buna Vestire (1475-1480) una din primele lucrări ale lui Leonardo da Vinci, Uffizi, 98x217 cm

Prima lucrare realizată de Leonardo da Vinci a fost Botezul lui Hristos, lucrare atribuită lui Verrocchio, realizată în colaborare cu acesta. Din aceeași perioadă datează alte două lucrări, amândouă cu titlul Buna Vestire. Una are dimensiuni reduse, 59x14 cm. Este o "predella", o bucată care ar trebui să se potrivească la baza unei compoziții mai mari, în cazul de față, o lucrare aparținând lui Lorenzo di Credi, de care a fost separată ulterior. A doua bună vestire este o lucrare de dimensiuni ceva mai mari, cu o lățime de 217 cm. În ambele lucrări, Leonardo da Vinci a utilizat un aranjament clasic, prezent și în două binecunoscute lucrări ale lui Fra Angelico, cu Fecioara stând în genunchi sau în picioare, în dreapta imaginii, în stânga un înger în profil, cu o îmbrăcăminte sofisticată. Deși anterior atribuită lui Ghirlandaio, lucrarea este azi atribuită lui Leonardo. În lucrarea cea mică, Sfânta Fecioară pleacă ochii și își împreunează mâinile într-un gest care vrea să exprime supunere față de voința Domnului. În a doua lucrare, din contră, Sfânta Fecioară nu este de loc supusă. Tânăra ce o reprezintă, întreruptă din lectură de neașteptatul emisar, pune un deget de-a curmezișul Bibliei, pentru a marca locul în care i-a fost întreruptă lectura, ridicând mâna în semn de surpriză. Tânăra femeie acceptă rolul de mamă a Domnului, nu cu resemnare, ci cu încredere. În această lucrare, Leonardo da Vinci reprezintă dimensiunea umană a Sfintei Fecioare, recunoscând rolul umanității în încarnarea Domnului.

### Lucrările din anii 1480

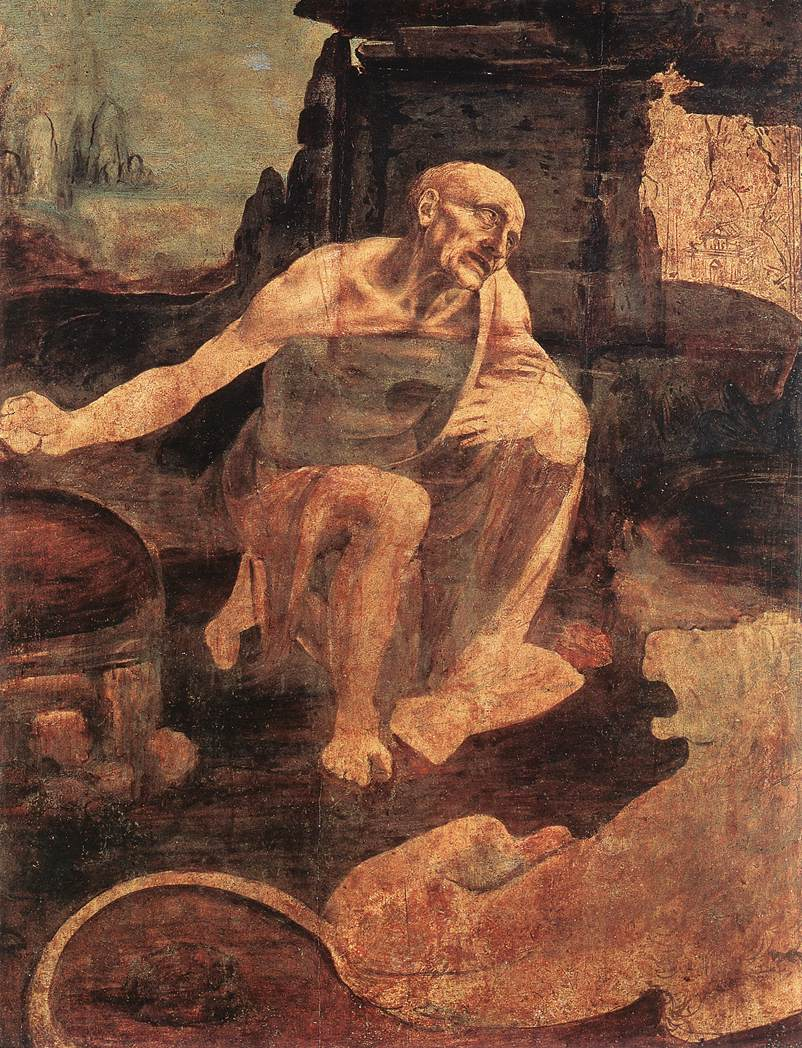
Lucrarea Sf. Ieronim în pustietate, cca. 1480, Pinacoteca Vaticana, Roma

În 1480, Leonardo a primit două comenzi extrem de importante și a început o altă lucrare care se va dovedi revoluționară din punct de vedere al compoziției. Două din cele trei lucrări nu au mai fost terminate, iar a treia a constituit subiectul unor discuții interminabile, privind termenele și prețul. Una din lucrări este intitulată Sf. Ieronim în pustietate. Unul din cercetătorii vieții și operei lui Leonardo, Liana Bortolon, asociază această lucrare cu o perioadă dificilă din viața artistului, relevată de una din însemnările sale: „... gândeam că învăț să trăiesc, (în realitate) învățam să mor”. Lucrarea odată începută, compoziția poate fi văzută, fiind extrem de neobișnuită. Lucrarea, care prin secolul al XVIII-lea îi aparținea Angelicăi Kauffman, a fost mai apoi tăiată în două. Cele două bucăți au fost regăsite ulterior, prima într-un târg de vechituri, și a doua, în atelierul unui curelar, fiind mai apoi reunite pentru a forma compoziția originală. . Este posibil ca totuși anumite zone periferice ale compoziției originale să lipsească. Sf. Ieronim ocupă zona centrală a lucrării, așezat după o linie ușor înclinată, și văzut cumva dintr-o perspectivă aeriană. Îngenuncheat, cu un braț întins în lateral, cu privirea fixă, îndreptată în direcție opusă, postura personajului pare desprinsă din studiile anatomice ale artistului. În prim plan, în dreapta, întins de-a curmezișul, simbolul preferat al artistului, un leu, formează o dublă spirală la baza compoziției. O altă inovație este planul de fundal cu stânci colțuroase abia schițat, din care se detașează personajele principale.
Aceeași concepție novatoare în ceea ce privește compoziția, elementele de fundal și dramatismul subiectului apar în altă capodoperă neterminată, intitulată Adorația Magilor, comandă a călugărilor din mânăstirea San Donato din Scopeto. Este o compoziție complexă, cu dimensiunea de cca. 250 x 250 cm. În vederea realizării acesteia, Leonardo a făcut numeroase schițe și desene preliminare, inclusiv unul extrem de detailat în perspectivă liniară cu ruine, care formează o parte din fundalul scenei. Din păcate, în 1482, la ordinul lui Lorenzo de Medici, artistul a plecat la Milano, pentru a câștiga bunăvoința lui Ludovico Sforza (Il Moro, adică “maurul”), lucrarea fiind abandonată.
A treia lucrare importantă din această perioadă este Fecioara pe stânci, lucrare comandată de Confreria Imaculatei Concepții. Lucrarea, realizată cu concursul lui Giovanni Ambrogio de Predis, trebuia să completeze o parte a altarului, construit deja. Leonardo a ales să picteze un moment apocrif al copilăriei lui Isus, în care Ioan Botezătorul, protejat de un înger, întâlnește Sfânta Familie în drumul spre Egipt. În această scenă, Ioan îl recunoaște pe Isus drept Cristos, Fiul Domnului. Scena emoționantă, de o frumusețe deosebită, impresionează prin grația personajelor ce-l înconjoară pe pruncul Isus, într-un peisaj sălbatic, dominat de stânci și cascade. Deși lucrarea este destul de mare, 200 x 120 cm, nu este atât de complexă pe cât au dorit călugării de la San Donato, având doar patru personaje în loc de cele cca. cincizeci cerute, și un peisaj sălbatic în loc de unul arhitectural. Lucrarea a fost totuși terminată, practic au fost executate două versiuni ale aceleiași lucrări, una rămasă să decoreze capela Confreriei, cealaltă rămânând în posesia lui Leonardo da Vinci, care a luat-o cu el în Franța. Călugării nu au obținut însă lucrarea, și nici de Predis nu a văzut nici un ban pentru munca sa, decât mult mai târziu.

### Lucrările din anii 1490
Cea mai renumită lucrare a lui Leonardo da Vinci, realizată în 1490, a fost Cina cea de Taină, o frescă pictată în refectoriul (sala de mese) mânăstirii Santa Maria della Grazie din Milano. Fresca reprezintă momentul în care Isus, înconjurat de discipolii săi, ia ultima cină, înainte să fie arestat și condamnat la moarte, surprinzând exact momentul în care acesta rostește fraza profetică: “unul din voi mă va vinde”. Scena surprinde consternarea discipolilor Mântuitorului la auzul vorbelor acestuia. Scriitorul Matteo Bandello povestește cum Leonardo lucra în unele zile de dimineață până seara, fără a se opri nici măcar pentru a mânca, după care urmau câteva zile în care nu mai picta absolut deloc. Modul de lucru al artistului era dincolo de puterea de înțelegere a călugărilor, astfel că, exasperați, aceștia au cerut lui Ludovico Sforza să intervină. Atunci când a fost terminată, fresca a fost unanim aclamată, fiind considerată o capodoperă. Din păcate, tehnica utilizată de Leonardo, tempera, prin care acesta dorea obținerea de culori mai vii, s-a dovedit inadecvată substratului pe care a fost aplicată, umezeala datorată apropierii de bucătărie, a condus la deformarea și scorojirea acesteia, astfel încât un vizitator al mânăstirii, 100 de ani mai târziu, o descria drept o “ruină”. Cu toate acestea, fresca lui Leonardo rămâne una din cele mai cunoscute opere de artă religioasă din istorie, fiind reprodusă pe orice, de la tricouri, până la celebrele “carpete de pus pe perete”.

### Lucrările din anii 1500

Mona Lisa (1503-1506), Muzeul Luvru

Dintre lucrările realizate de Leonardo în secolul al XVI-lea, de departe cea mai renumită este Mona Lisa, mai precis „Mona Lisa” sau „La Gioconda”. Acest portret de mici dimensiuni este incontestabil cea mai renumită pictură din lume. Renumele său se datorează zâmbetului misterios al femeii, subliniat de artist prin umbrirea colțurilor gurii și ochilor, astfel că natura sau sursa acestui zâmbet cu subînțeles nu poate fi descifrată. Această tehnică de umbrire s-a numit “sfumato” sau “fumul lui Leonardo”. Vasari, despre care se spune că a cunoscut această lucrare doar din auzite, afirmă că “zâmbetul ei este atât de plăcut, încât pare a fi de origine mai degrabă divină decât omenească”. Dacă Vasari a văzut sau nu tabloul, este subiectul unei controverse printre istorici. Unul din argumentele principale ale celor care susțin că nu a văzut niciodată această lucrare, este că el descrie modelul ca având sprâncene. Unii autori, precum Daniel Arasse, au lansat ipoteza că Leonardo ar fi pictat sprâncenele modelului, dar că acestea ar fi fost eliminate ulterior, nefiind la modă pe la mijlocul secolului al XVI-lea. Analiza lucrării, scanate la rezoluție înaltă de către Pascal Cotte, a arătat că Mona Lisa fusese realmente pictată inițial cu gene și sprâncene, dar că acestea au fost ulterior eliminate. Se mai poate remarca rochia fără ornamente, astfel încât privirea e atrasă de ochi și de mâini, ca și de peisajul din fundal, totul pictat cu tușe extrem de fine, aproape insesizabile. Mai trebuie adăugată starea perfectă de conservare a lucrării și lipsa intervențiilor ulterioare, fapt extrem de rar la o pictură cu asemenea vechime.
În tabloul Fecioara cu Pruncul și Sf. Ana, compoziția este din nou concepută sub forma unor personaje în natură, amintind de Sf. Ieronim, cu personajul surprins într-o postură înclinată. Ceea ce face această lucrare extrem de originală, este că cele două personaje înclinate par să se suprapună. Maria este așezată pe genunchii mamei sale, Sf. Ana. Ea este aplecată puțin în față, spre pruncul Isus care se joacă cu un miel. Compoziția a fost copiată de multe ori și a influențat mulți artiști, printre care Michelangelo, Rafael, Andrea del Sarto, Pontormo și Correggio. Această schemă compozițională a fost de asemenea adoptată de pictorii venețieni Tintoretto și Paolo Veronese.

### Desen

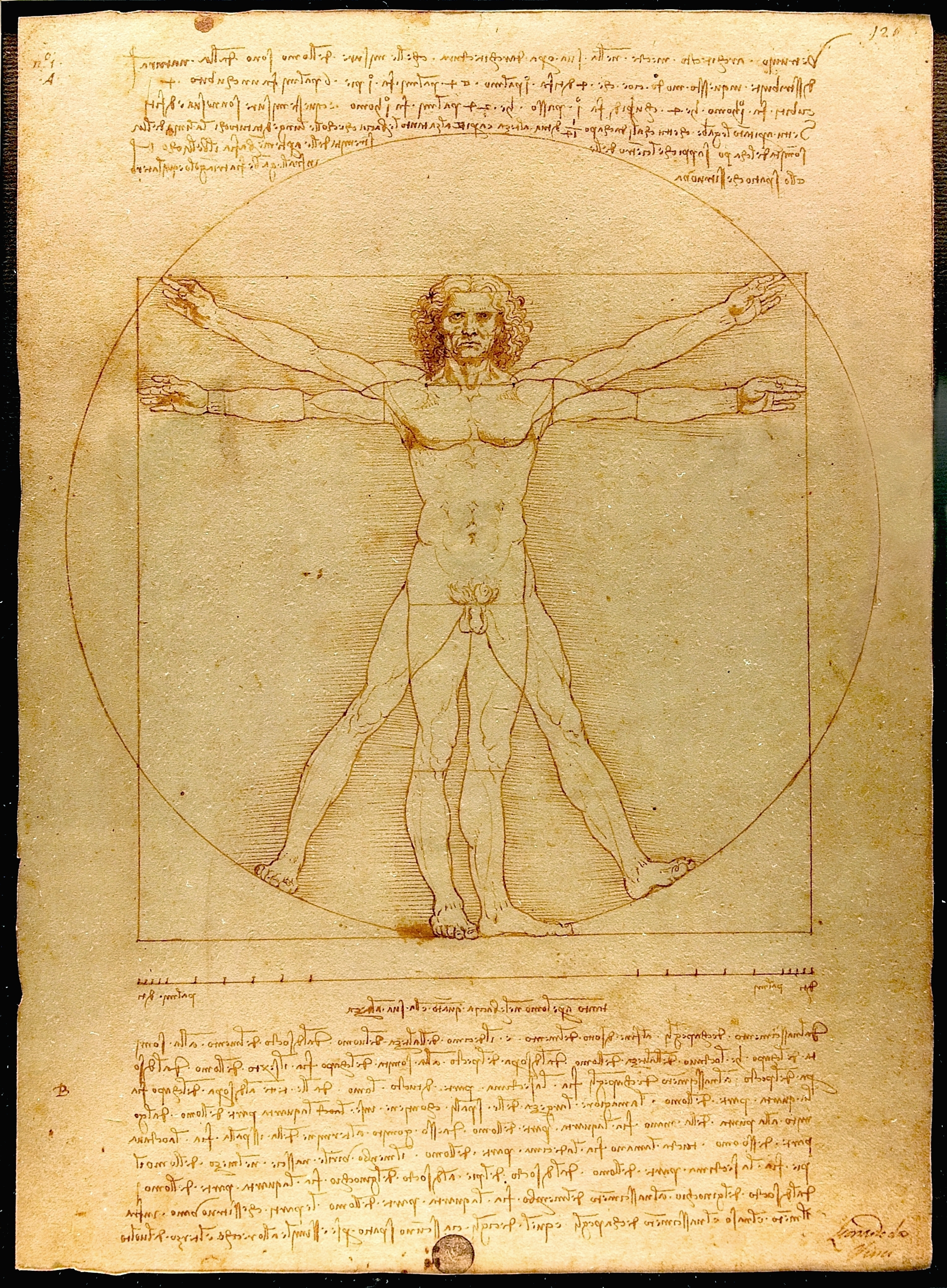
Omul Vitruvian - cca.1485 - Academia, Veneția

Leonardo da Vinci nu a fost un pictor extrem de prolific precum mulți dintre contemporanii săi. În schimb, a desenat enorm. Caietele sale conțin sute de schițe, dar și desene detailate ale diverselor aspecte care i-au atras atenția. De asemenea există multe studii preliminare ale picturilor pe care le-a realizat sau pe care plănuia să le realizeze, cum ar fi cele pentru Adorația Magilor, Fecioara pe stânci și Cina cea de Taină. Primul desen cunoscut al artistului este intitulat “Peisaj din Valea râului Arno” și datează din 1473. Se observă râul, munții, Castelul Montelupo și ogoarele din jur. Unul din cele mai cunoscute desene ale sale se intitulează “Omul vitruvian”, un studiu al proporțiilor corpului uman, un “Cap de înger” pentru Fecioara pe stânci, la Luvru, un studiu botanic intitulat “Steaua din Bethlehem” și un desen de mari dimensiuni (160x100 cm) realizat cu cretă neagră pe hârtie colorată, desen pentru Fecioara cu Pruncul și Sf. Ana și Sf. Ioan Botezătorul, la National Gallery, în Londra. Desenele relevă o tehnică “sfumato” pentru realizarea umbrelor, în același stil aplicat în cazul Monei Lisa. Este cert faptul că Leonardo n-a făcut niciodată vreo pictură după acel desen, tabloul Fecioara cu Pruncul cu Sf. Ana, fiind cea mai apropiată variantă. O altă serie de desene include figuri umane deformate, uneori exagerat, mulți se referă la ele ca la un fel de caricaturi, sunt studii ale expresiei fețelor umane, folosind diverse modele întâlnite în cele mai diverse locuri. Vasari chiar povestește că atunci când Leonardo observa pe stradă vreo persoană cu o figură care i se părea interesantă, o urmărea, studiind-o îndelung. Există numeroase studii de tineri, asociate adesea cu ucenicul său Salai, cu o caracteristică deosebită, ceea ce azi numim “profil grec”, adică un profil la care se poate trasa o linie dreaptă din frunte până în vârful nasului, cu șaua dintre nas și frunte extrem de sus, formă întâlnită la multe statui grecești antice. Acest profil contrastează adesea cu profilul “roman”, războinic. Salai este adesea desenat cu o costumație sofisticată și bizară. Alte desene, extrem de detailate, sunt studii ale unor draperii, un element adesea nelipsit în pictura epocii. În desenele din tinerețe ale artistului chiar se remarcă o extraordinară dexteritate în desenarea acestora. Un alt desen renumit este o scenă macabră desenată în 1479 în Florența, reprezentându-l pe Bernardo Baroncelli spânzurat, în legătură cu asasinarea lui Giuliano, fratele lui Lorenzo de Medici, în cazul conspirației Pazzi.

## Studii și invenții

### Manuscrise și note

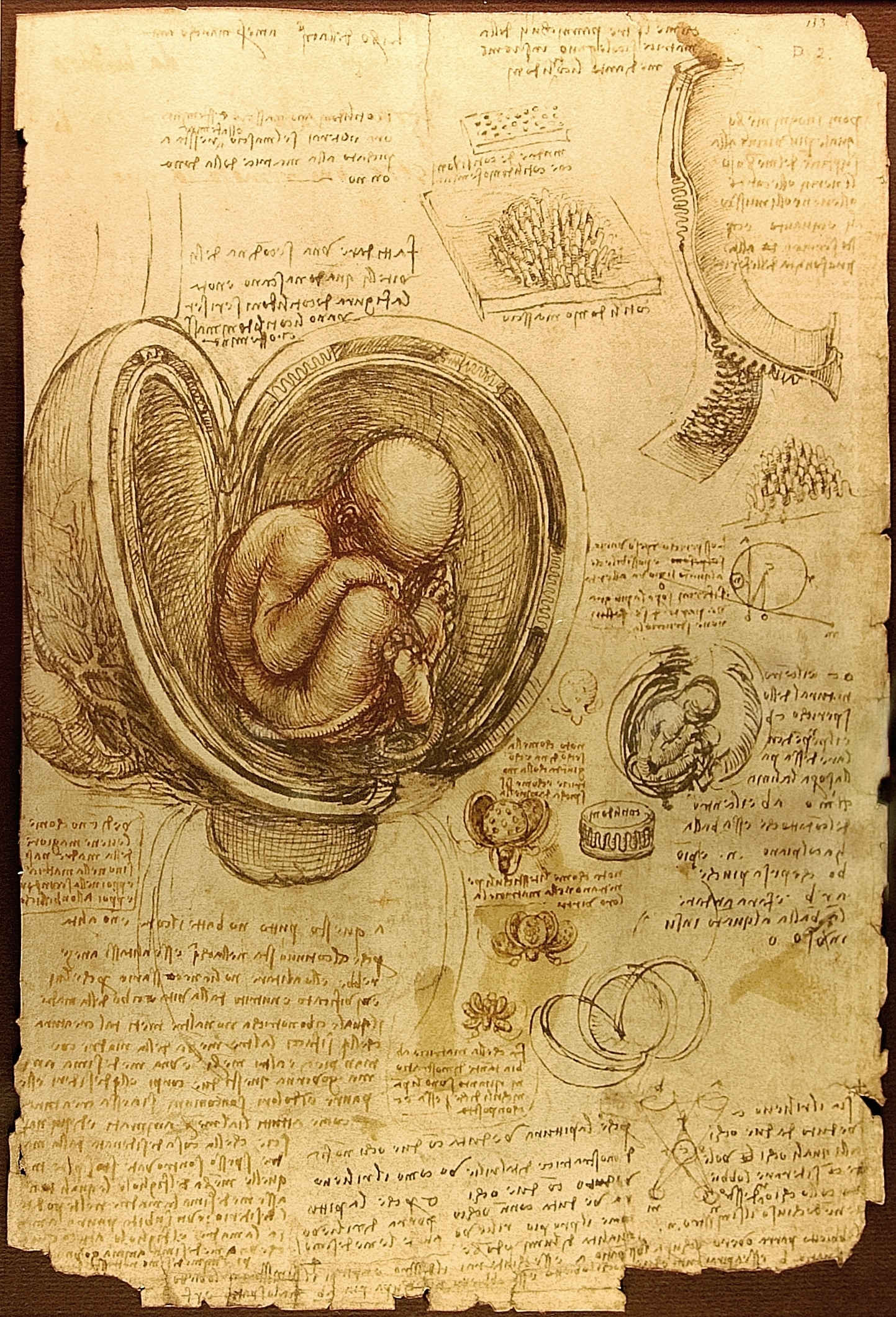
Pagina cu studiul unui embrion uman în uter

Umanismul renascentist nu trasa o graniță categorică între știință și artă, astfel încât studiile științifice și inginerești ale lui Leonardo da Vinci sunt cel puțin la fel de impresionante și inovative pe cât sunt lucrările sale artistice. Studiile sale se regăsesc în cca. 13 000 de pagini de note și schițe, la care a lucrat aproape zilnic, de-a lungul întregii vieți. Multe din notele sale sunt scrise în oglindă, aceasta părând a fi mai degrabă din rațiuni practice, decât din motivul de a păstra vreun secret ascuns. Din cauză că scria cu mâna stângă, este posibil să-i fi fost mai ușor să scrie de la dreapta la stânga. Notele sale relevă o paletă extrem de largă de preocupări, de la banale liste de cumpărături zilnice și datorii, până la desene de aripi și pantofi pentru mers pe apă. Se regăsesc de asemenea, compoziții pentru pictură, studii și detalii de draperii, animale, copii, disecții de organe, studii de plante, formațiuni stâncoase, vârtejuri acvatice, mașini de război, mașini de zburat, studii de arhitectură. Aceste caiete, de diverse tipuri și mărimi, au fost împrăștiate de prieteni și moștenitori după moartea sa, marea majoritate ajungând în final în colecții de prestigiu, precum Royal Library de la Windsor Castle, Muzeul Luvru, Biblioteca Nacional de España, Victoria and Albert Museum, Biblioteca Ambrosiana care conține cele 12 volume ale Codexului Atlanticus și British Library din Londra care deține o parte a Codexului Arundel. Codex Leicester este singura lucrare științifică majoră aparținând lui Leonardo, aflată într-o colecție privată. Se găsește în posesia lui Bill Gates, fiind expusă în diverse locuri din lume o dată pe an. Notele lui Leonardo par a fi realizate special pentru a fi tipărite, dat fiindcă multe coli au formă și ordine care facilitează tipărirea. În multe cazuri privesc un singur subiect, bunăoară, în cazul inimii unui embrion uman, subiectul este acoperit cu observații și desene pe o singură coală. Nu se cunoaște motivul pentru care Leonardo nu le-a publicat în timpul vieții.

### Studii științifice

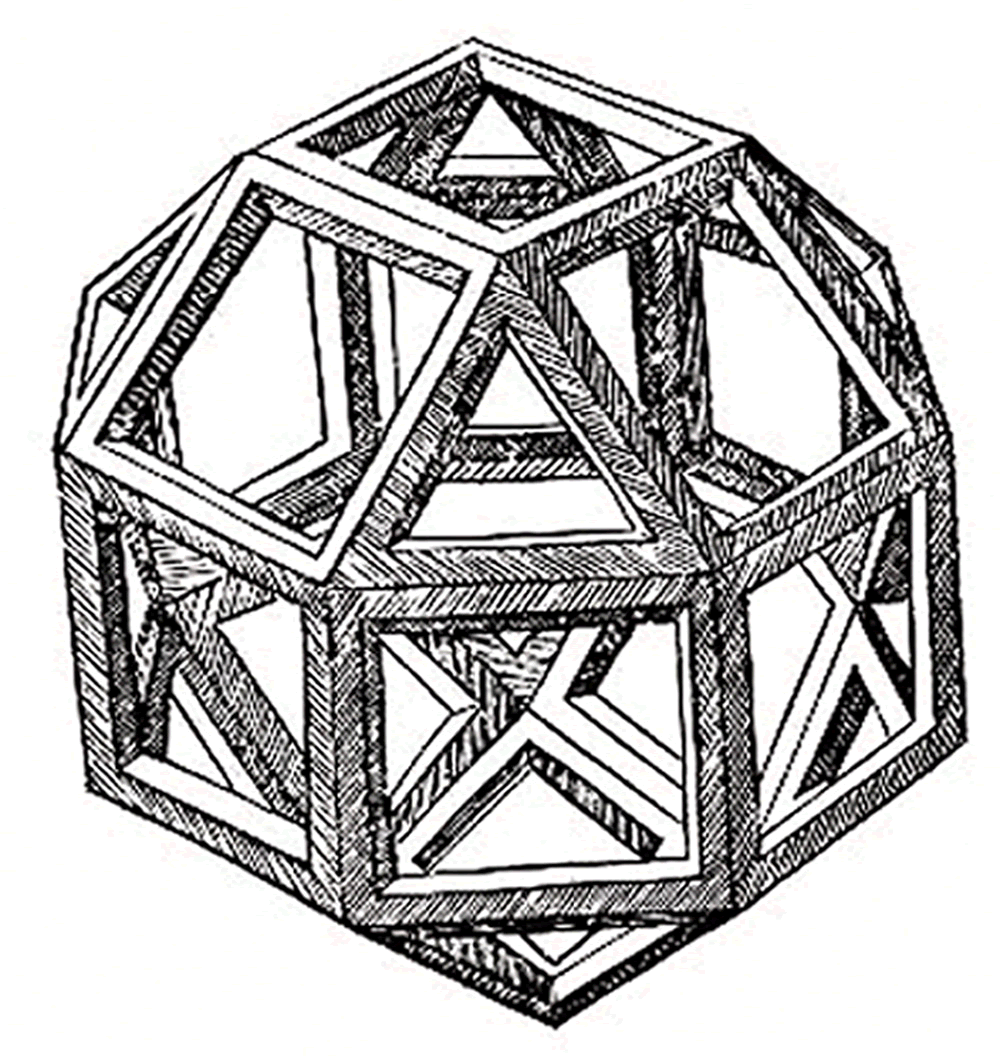
Rhombicuboctahedronul din cartea lui Pacioli, De Divina Proportione

Pasiunea pentru știință a lui Leonardo a fost mai degrabă contemplativă. El s-a străduit să înțeleagă diverse fenomene descriindu-le în mod minuțios și reprezentându-le printr-un desen detailat, fără a dezvolta experimente practice și/sau explicații teoretice, dat fiindcă îi lipseau pregătirea matematică și cunoștințele de limbă latină. Din această cauză, cercetătorii contemporani cu el au ignorat în bună măsură lucrările sale științifice, deși la un moment dat, Leonardo însuși se străduia să învețe singur latina. În 1490, el studia matematica cu Luca Pacioli, pregătind o serie de desene de solide de formă regulată pentru a fi gravate pe plăcile pentru ilustrațiile din cartea lui Pacioli, De divina proportione, publicată în 1509. Din conținutul jurnalelor sale rezultă că plănuia să publice o serie de tratate asupra mai multor subiecte. Se spune că în cursul vizitei din 1517 a secretarului Cardinalului Ludovic de Aragon, ar fi fost observat un tratat coerent de anatomie. Aspecte privind studiile sale de anatomie, lumină și peisaj, au fost reunite pentru a fi publicate, de către ucenicul său, Contele Francesco Melzi, și publicate ulterior sub numele de Tratat de Pictură de Leonardo da Vinci, în Franța și Italia în 1651, și în Germania în 1724. Daniel Arasse afirmă că tratatul, apărut în Franța în nu mai puțin de 62 de ediții în numai 50 de ani, a făcut ca Leonardo să fie văzut ca un precursor al învățământului academic de artă. Cu toate că experimentele lui Leonardo au urmat metode științifice clare, o analiză recentă a activității sale ca om de știință, analiză făcută de Frtijof Capra, afirmă că Leonardo era complet diferit de savanți precum Isaac Newton sau Galileo Galilei, el căutând să integreze arta cu știința în cel mai pur spirit renascentist.

### Studii de anatomie

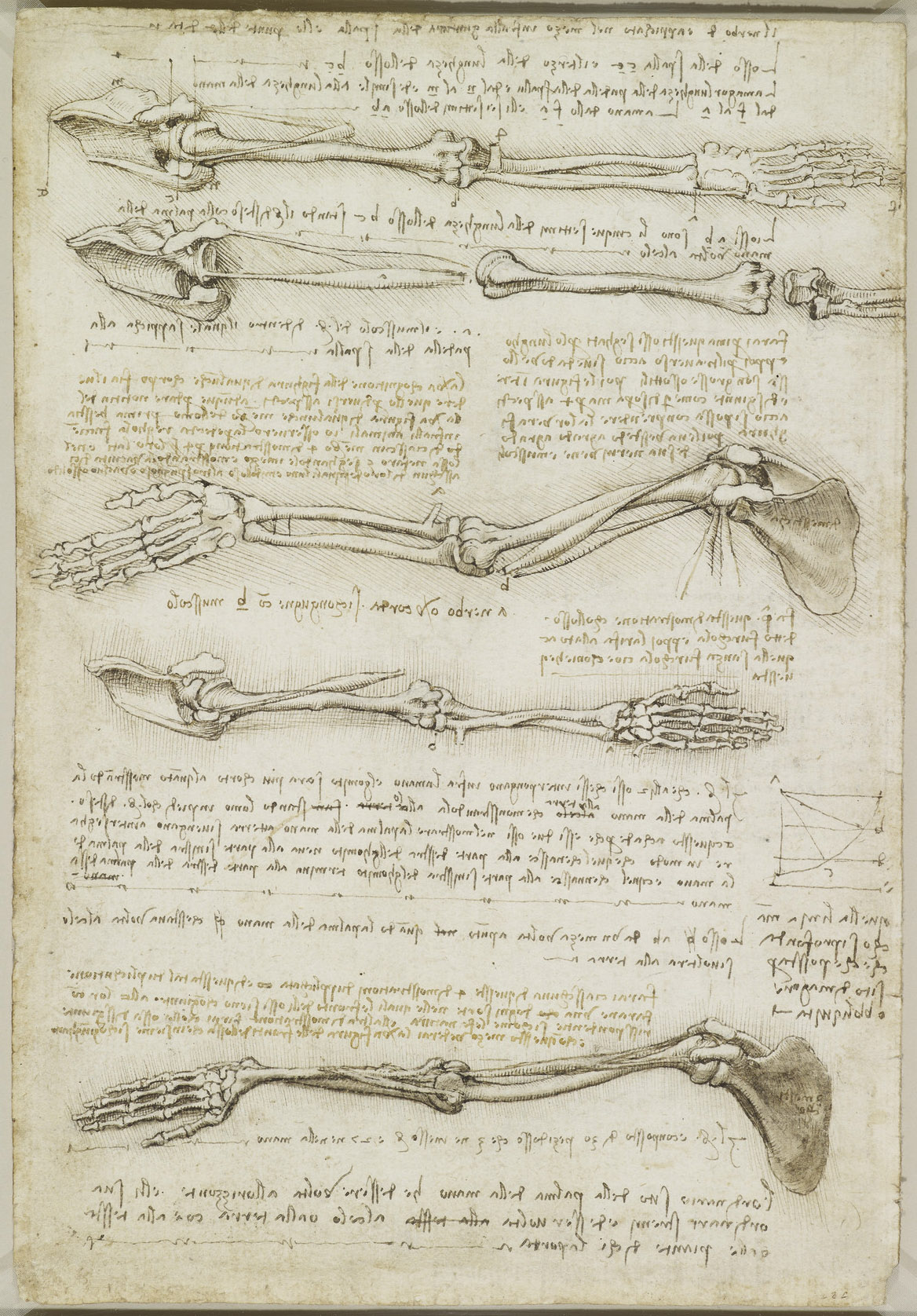
Studiu anatomic al mâinii, 1510

Leonardo a căpătat primele noțiuni de anatomie pe când își făcea ucenicia în atelierul lui Verrocchio. Acesta insista față de ucenicii săi asupra importanței studiului anatomiei umane. În calitate de artist, pasionat de anatomie, Leonardo da Vinci a devenit repede un adevărat specialist în “anatomie topografică”. A realizat astfel o mulțime de studii, constând în desene amănunțite de mușchi, tendoane și alte detalii anatomice vizibile. Devenit ulterior artist de renume, i s-a acordat permisiunea de face disecție de cadavre la Spitalul Santa Maria Nuova din Florența, și ulterior în spitale din Milano și Roma. Între 1510 și 1511 a colaborat în acest sens cu doctorul Marcantonio della Torre. Leonardo a realizat peste 240 de desene extrem de detailate, pe care le-a descris cu cca. 13 000 de cuvinte, în vederea publicării unui tratat de anatomie. Toate acestea au rămas la Francesco Melzi, care intenționa să le publice, dar și el a fost depășit de complexitatea problemelor apărute, în special datorită scrisului lui Leonardo da Vinci. Aceste probleme rămăseseră încă nerezolvate în momentul decesului lui Melzi, și încă alți 50 de ani după, astfel încât numai o mică parte din materialul cu privire la anatomie a fost inclusă în tratatul de pictură, publicat în 1632 în Franța. În timp ce Melzi ordona materialul pe capitole, acesta a fost examinat de mulți artiști și anatomiști, printre care, Giorgio Vasari, Benvenuto Cellini și Albrecht Dürer, care a făcut mai multe desene după materialul lăsat de Leonardo. Desenele anatomice ale lui Leonardo includ numeroase studii privind scheletul uman, părțile lui componente, precum și studii privind mușchii și tendoanele. A studiat de asemenea mecanica scheletului omenesc și forțele musculare, prefigurând știința modernă a biomecanicii. A mai desenat inima, sistemul circulator și vascular, organele sexuale, alte organe interne și a fost printre primii care a desenat un embrion uman în uter. Desenele realizate și modul de notare a indicațiilor și explicațiilor erau extrem de avansate pentru acea vreme; se consideră că, dacă ar fi fost publicate atunci, ar fi contribuit substanțial la progresul medicinei. Ca artist, Leonardo a studiat efectele emoționale asupra fizionomiei, studiind în special efectele furiei. De asemenea, a studiat și desenat diformități ale feței și semne ale nebuniei. A studiat de asemenea anatomia multor animale, disecând vaci, urși, maimuțe, păsări și broaște, comparând anatomia acestora cu cea a omului, și a făcut o serie de studii asupra cailor.

### Inginerie și invenții

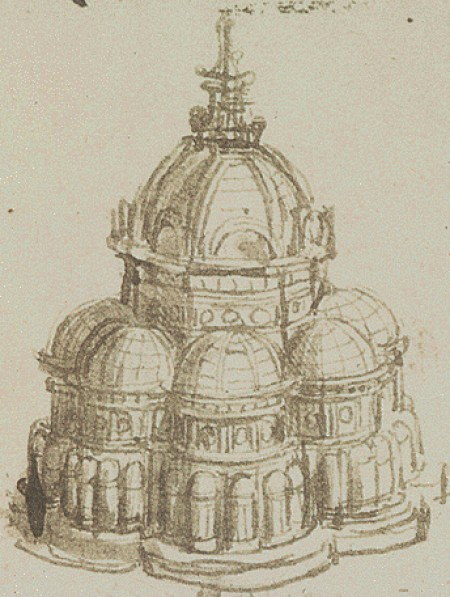
Schiță de biserică înconjurată de capele

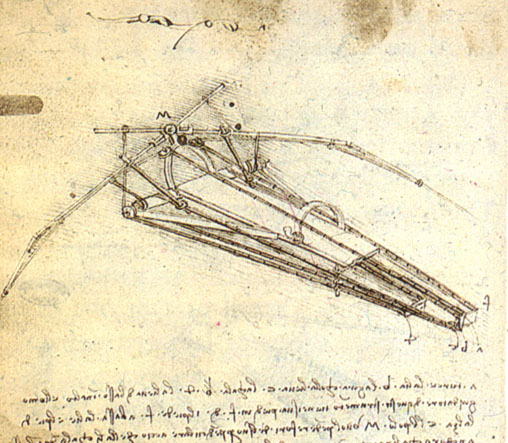
Studiu de mașină zburătoare, 1488

Încă din timpul vieții, Leonardo da Vinci a fost considerat unul din cei mai mari ingineri ai timpului său. În scrisoarea de prezentare ce-o trimisese ducelui Ludovico Sforza (Il Moro), Leonardo afirma că este capabil să construiască tot felul de mașini capabile să asigure protecția orașului în cazul unui asediu. Atunci când a fugit la Veneția în 1499, și-a găsit imediat o slujbă de inginer militar, prin concepția și construcția unui sistem mobil de baricade, care să protejeze orașul de atacuri din exterior. De asemenea, a realizat un proiect de deviere a râului Arno, proiect la care a colaborat cu Niccolò Machiavelli. Notele artistului cuprind o mulțime de invenții, multe din ele, inutile sau fanteziste, precum un instrument muzical (viola organista), un cavaler mecanic (robot) și un tun cu abur, dar și altele utile, precum pompe hidraulice, mecanisme cu clichet reversibile și proiectile de mortier. În 1502, Leonardo da Vinci a desenat un pod suspendat, parte a unui proiect mai amplu pentru sultanul Baiazid al II-lea, podul fiind destinat să traverseze intrarea în Bosfor, cunoscută drept Cornul de Aur. Baiazid nu a acceptat proiectul, considerându-l irealizabil. Concepția lui Leonardo a fost reînviată în 2001, atunci când podul Vebjørn Sand Da Vinci Project, ce se baza pe ideea sa, a fost realizat în Norvegia. Însă ceea ce l-a fascinat cel mai mult de-a lungul întregii sale vieți a fost zborul. Leonardo a studiat zborul păsărilor, și a scris mai multe studii despre acesta, printre care Codexul asupra zborului păsărilor din 1505. A conceput și diverse aparate de zburat, printre care una cu aripi batante (ornitopter) și o mașină de zburat cu aripă rotativă (helicopter). Postul de televiziune britanic Canal Four a comandat realizarea unui film documentar intitulat Leonardo's Dream Machines, pentru o emisiune din 2003. Proiectele lui Leonardo pentru o parașută și pentru o arbaletă gigant, au fost interpretate, realizate cu mijloacele acelei epoci și testate cu succes. Multe din proiectele lui Leonardo s-au dovedit astfel fezabile.

## Influențe

Sf, Ioan Botezătorul 1514, modelul este Salai, Muzeul Luvru

În tinerețea lui Leonardo da Vinci, Florența era centrul Renașterii creștine, un focar de cultură și civilizație. Artistul și-a început ucenicia în 1466, în atelierul lui Verrocchio, an în care maestrul acestuia, marele sculptor Donatello, se stingea din viață. Pictorul Ucello, ale cărui experimente cu perspectiva dezvoltaseră tehnica de realizare a peisajelor, era în amurgul vieții. Pictorii Piero della Francesca și Fra Filippo Lippi, sculptorul Luca della Robbia, arhitectul și scriitorul Leon Battista Alberti, toți erau sexagenari. Verrocchio era artistul de succes al generației următoare, împreună cu Antonio Pollaiuolo și cu sculptorul Mino da Fiesole. Leonardo da Vinci și-a petrecut tinerețea în Florența, un oraș a cârui faimă creștea prin operele acestor artiști și prin cele ale contemporanilor lui Donatello, precum Masaccio, ale cărui fresce erau pline de realism și emoție, dar și Lorenzo Ghiberti, ale cărui Porți ale Paradisului ilustrau arta combinației dintre compoziții complexe cu multe personaje și fundalul arhitectural. Piero della Francesca realizase un studiu detailat al perspectivei, fiind totodată primul pictor care a realizat un studiu științific al luminii. Aceste studii, împreună cu tratatul despre pictură al lui Leone Battista Alberti, De Pictura (1435), au avut un profund impact asupra tânărului Leonardo. Lucrarea lui Massaccio, Alungarea din Grădina Edenului, care îi prezintă pe Adam și Eva goi și neajutorați, reprezintă o imagine extrem de expresivă a corpului uman, pictat în trei dimensiuni prin utilizarea clarobscurului, a luminilor și umbrelor, tehnică ce va fi dezvoltată în operele de mai târziu ale lui Leonardo de așa manieră, încât va influența în mod categoric dezvoltarea ulterioară a picturii. Dimensiunea umanistă a lui David al lui Donatello se va regăsi în lucrările de mai târziu ale artistului, cu precădere în Sf. Ioan Botezătorul. O tradiție răspândită printre pictorii florentini era realizarea de mici lucrări reprezentând pe Sf. Fecioară cu pruncul Isus. Multe din acestea au fost realizate în tempera sau teracotă glazurată în atelierele lui Filippo Lippi, Verrocchio sau ale familiei prolificului Luca della Robbia. Lucrările timpurii de acest gen ale lui Leonardo, precum Madona cu garoafă sau Madona Benois, au urmat această tradiție, în timp ce acesta începea să se detașeze de tipare, precum în Madona Benois, în care Sf. Fecioară este ușor aplecată înspre pruncul Isus, așezat în colțul opus. Această formulă compozițională va fi dezvoltată ulterior de Leonardo în Fecioara cu Pruncul și Sf. Ana. Leonardo a fost contemporan cu Botticelli, Domenico Ghirlandaio și Perugino, toți trei puțin mai în vârstă decât el. A fost coleg cu toți trei în atelierul lui Verrocchio, și la “Academia” de Medici. Botticelli în special, era deosebit de apreciat de familia de Medici, astfel încât succesul material îi era asigurat. Ghirlandaio și Perugino erau de asemenea extrem de prolifici și conduceau mari ateliere de pictură. Amândoi aveau comenzi importante, fiind deosebit de apreciați, Ghirlandaio pentru abilitatea de a strecura pe bogătașii Florenței printre sfinții din mari fresce cu subiect religios, iar Perugino pentru abilitatea de a picta mulțimi de sfinți și îngeri cu chipuri inocente. Acestor trei pictori, Botticelli, Ghirlandaio și Perugino, li s-a încredințat o comandă grandioasă, pictura pereților Capelei Sixtine, lucrarea începând în 1479, cu un prim contract cu Perugino. Leonardo nu a fost implicat în această importantă lucrare. Prima comandă mai serioasă pe care a primit-o, Adorația Magilor, pentru călugării din Scopeto, nu va fi niciodată finalizată. În 1476, pe când lucra în atelierul lui Verrocchio, Altarul Portinari, realizat de Hugo van der Goes, a fost adus în Florența, lucrare ce ilustra tehnica picturală a olandezilor, a avut un impact semnificativ asupra pictorilor florentini, cu precădere asupra lui Ghirlandaio, Perugino și Leonardo. În 1479, pictorul sicilian Antonello da Messina, care lucra exclusiv în ulei, a călătorit în nord, spre Veneția, unde Giovanni Bellini adoptase și el pictura în ulei, făcând din aceasta, tehnica preferată de pictorii venețieni. Leonardo va vizita și el Veneția mai târziu. La fel ca și cei doi mari arhitecți din vremea sa, Bramante și Antonio da Sangallo cel Bătrân, Leonardo a conceput planuri de biserici, care apar prin hârtiile sale, biserici niciodată realizate. Contemporan cu Leonardo a fost și Lorenzo de Medici (il Magnifico, cunoscut și sub numele de Lorenzo Magnificul), care era cu trei ani mai în vârstă, și cu fratele său mai tânăr, Giuliano, asasinat în urma Conspirației Pazzi, în 1478. Ludovico Sforza (Il Moro), cel care a condus Milano între 1479 și 1499, la care Leonardo a fost trimis ca ambasador din ordinul familiei Medici, era și el de aceeași vârstă cu Leonardo. Împreună cu Alberti, Leonardo a vizitat casa familiei Medici, în care a cunoscut câțiva bătrâni filozofi, printre care pe Marsiglio Ficino, adept al Neo-Platonismului, Cristoforo Landino, autor de comentarii la scrierile clasice, și John Argyropoulos, profesor de greacă și traducător al lui Aristotel. Asociat de asemenea cu această adevărată academie patronată de familia de Medici, era un personaj strălucitor, tânărul poet și filozof, Pico della Mirandola. Artistul avea să noteze mai târziu pe marginea unei pagini de jurnal: “Medici m-au ridicat, dar tot ei m-au distrus”. Nu există nici un dubiu că datorită lui Lorenzo Magnificul, artistul a primit o funcție importantă la curtea din Milano, astfel încât această frază enigmatică nu a putut fi descifrată. Deși din generații diferite, Leonardo, împreună cu Michelangelo și Rafael, sunt considerați giganții perioadei de apogeu a Renașterii.  La nașterea lui Michelangelo, Leonardo avea 23 de ani, și 31, la nașterea lui Rafael. Acesta din urmă a trăit puțin, încetând din viață la 37 de ani, în 1520, un an după Leonardo, însă Michelangelo a trăit și a creat opere nemuritoare încă 45 de ani.

## Faimă și reputație

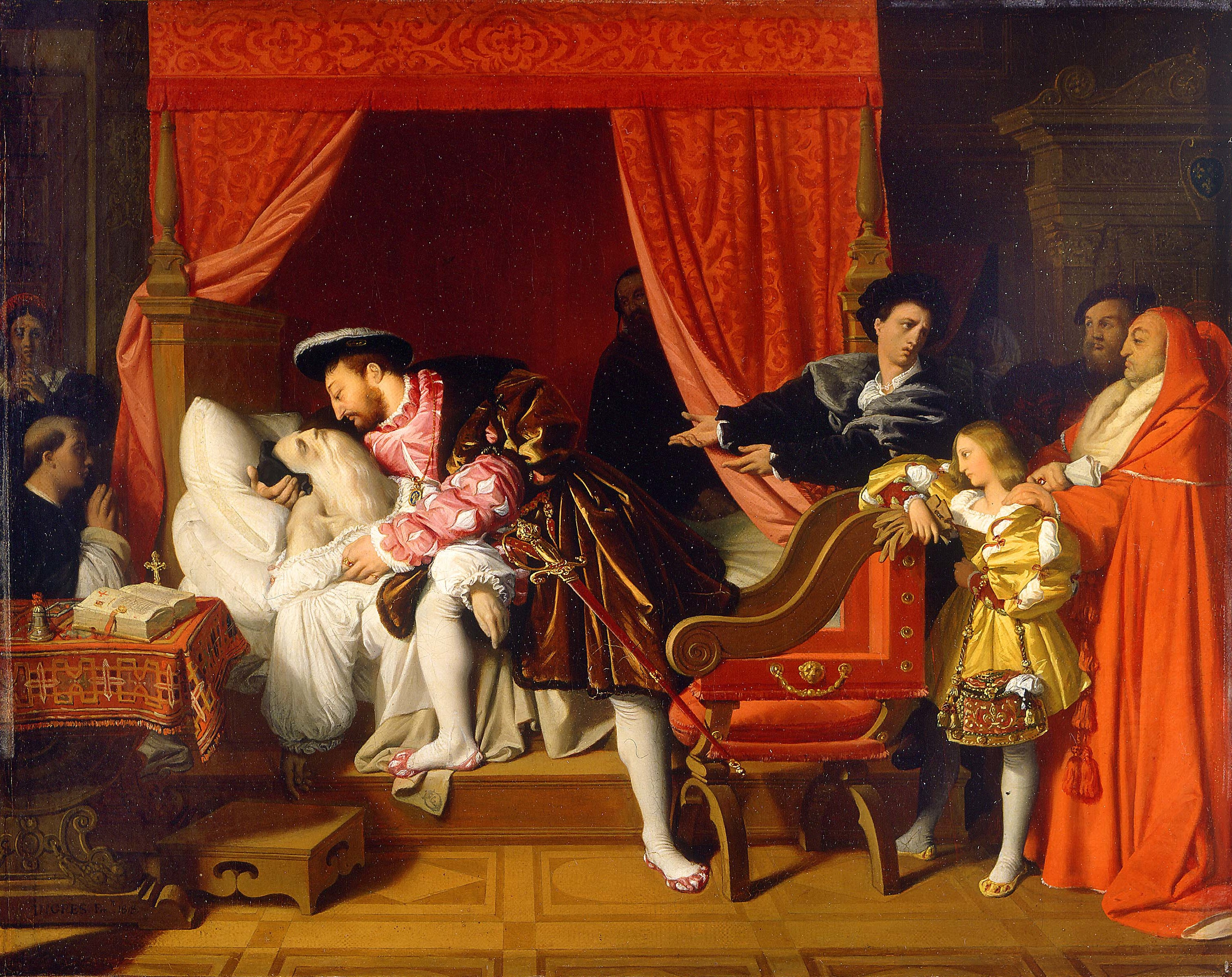
Moartea lui Leonardo da Vinci de Jean Auguste Dominique Ingres

Încă din timpul vieții Leonardo era atât de renumit, încât regele Franței îl considera un fel de trofeu, de comoară neprețuită a țării sale, declarând că avea să stea pe cheltuiala sa până la sfârșitul vieții. Deși este aproape sigur că regele nu a fost prezent în momentul în care Leonardo a trecut în neființă, legenda spune că acesta s-ar fi stins în brațele acestuia. Jean Auguste Dominique Ingres a pictat chiar un tablou romantic ilustrând această scenă dramatică. Interesul pentru opera sa nu a scăzut niciodată, mulțimile făceau încă de atunci coadă să-i vadă lucrările, ca și azi de altfel. Giorgio Vasari a introdus un capitol special dedicat lui Leonardo în cartea sa, în care îl descrie astfel:
- ”În cursul normal al vieții, se nasc mulți bărbați sau femei, cu talente din cele mai remarcabile, dar ocazional, într-un mod ce transcende natura, un singur om poate fi dăruit de Ceruri cu atâta frumusețe, grație și talent, încât îi depășește de departe pe ceilalți, toate realizările sale părând mai degrabă de inspirație divină, decât izvorând din aptitudini omenești. Trebuie să recunoaștem că acesta este cazul lui Leonardo da Vinci, un artist de o frumusețe fizică remarcabilă, care emana o grație infinită prin tot ce făcea, care a cultivat geniul său atât de strălucitor, încât toate problemele pe care le-a studiat, au fost rezolvate cu ușurință.”

## Opere majore

### Desene și gravuri
Aflate în cea mai mare parte în Musée du Louvre (Paris), Royal Library (Windsor Castle), British Museum (Londra), Galleria Nazionale (Roma), Museo Nazionale (Torino), Gabinetto dei Disegni e Stampe Uffizi (Florența)

### Picturi
- Buna Vestire (1473-1475), Galleria degli Uffizi, Florența
- Madonna Benois (1478), Muzeul Ermitage, St. Petersburg
- Adorația magilor (1481-1482), Galleria degli Uffizi, Florența
- Madona din grota cu stânci (La Vergine delle rocce) (1483), Musée du Louvre, Paris
- Cina cea de Taină (1495-1497), Santa Maria delle Grazie,
- Gioconda sau Mona Lisa (1503-1507), Musée du Louvre, Paris
- Bătălia de la Anghiari (1503-1505), doar copii realizate de Rubens și de un anonim (ultima se găsește într-o colecție particulară, München)
- Sfântul Ioan Botezătorul (1513-1516), Musée du Louvre, Paris
- Portretul unui muzician Biblioteca Ambroniană din Italia